# Einheitslinienschiff

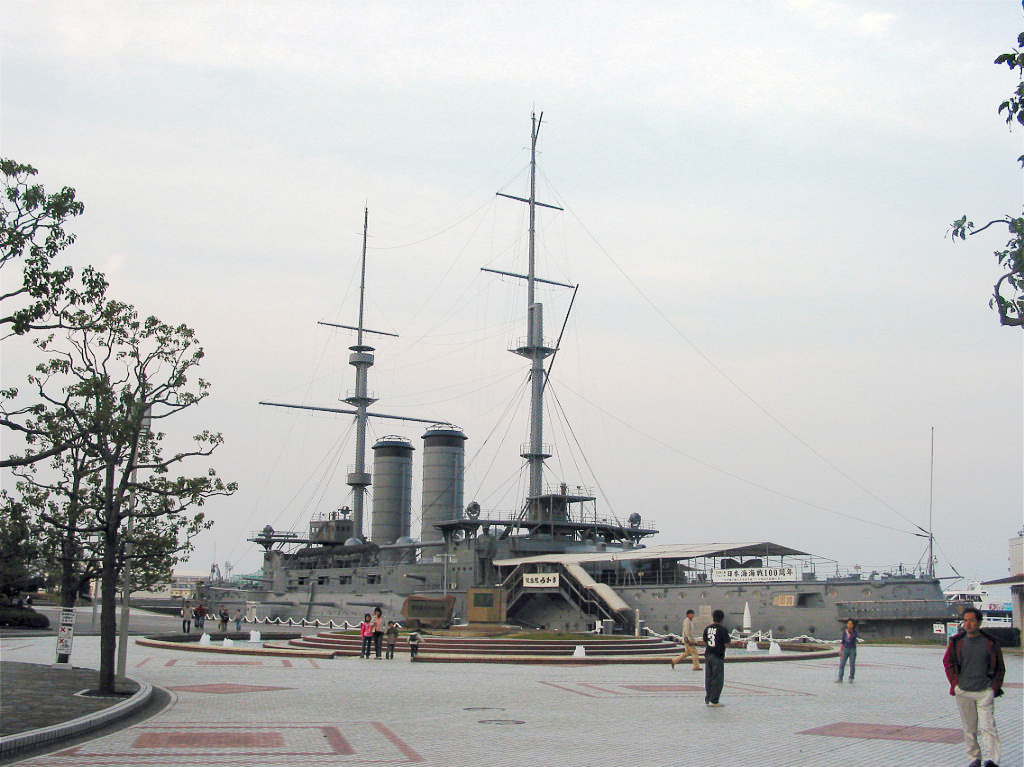
Die Mikasa in Yokosuka, Japan, das einzige heute noch existierende Einheitslinienschiff

Der Begriff Einheitslinienschiff (englisch: pre-dreadnought battleship oder kurz pre-dreadnought) bezeichnet einen Typ von Großkampfschiffen, die zwischen den frühen 1890er Jahren und 1905 gebaut wurden. Einheitslinienschiffe ersetzten die Panzerschiffe und bildeten die Vorgänger des modernen Schlachtschiffs.

## Entwicklung
Einheitslinienschiffe wurden aus Panzerschiffen weiterentwickelt. Die ersten Panzerschiffe, wie die französische La Gloire und die britische HMS Warrior, hatten bei ihrer Indienststellung in den 1860er Jahren noch das Aussehen von Segelfregatten. Sie besaßen eine Takelage mit zumeist drei Masten, die Geschütze waren in Breitseitaufstellung montiert. Rund acht Jahre später, 1869, erschien die britische Cerberus, der etwa vier Jahre später die Devastation (Indienststellung 1873) folgte. Diese Schiffe ähnelten den Pre-Dreadnoughts schon mehr. Bereits ohne Masten für die Besegelung, trugen sie ihre Bewaffnung von vier schweren Kanonen in zwei auf dem Vorderdeck und achtern angeordneten Geschütztürmen, gedacht zur Beschießung feindlicher Küsten und Hafenanlagen. Aufgrund ihres geringen Freibords fehlte ihnen die Hochseetüchtigkeit, bei hohem Wellengang wurde das Deck überspült, was die Funktion der Geschütze beeinträchtigte. Von den Marinen weltweit wurden weiter turmlose Linienschiffe mit Besegelung gebaut, die einen höheren Freibord und damit ausreichend Hochseetüchtigkeit hatten.
Der Unterschied zwischen Schlachtschiffen für den Einsatz an Küsten und auf hoher See verschwamm mit der britischen Admiral-Klasse, die im Jahre 1880 bestellt wurde. Sie spiegelte den Fortschritt im Bereich der Panzerung wider und war durch eine Verbundpanzerung aus Stahl und Schmiedeeisen geschützt. Ausgerüstet mit Hinterladerkanonen des Kalibers 12 Zoll (305 Millimeter) bzw. 16¼ Zoll (413 Millimeter) setzten diese Bauten die Entwicklung hin zu schwersten Kalibern fort. Die Geschütze wurden in offenen Barbetten montiert, um Gewicht zu sparen. Einige Historiker sehen sie als entscheidenden Schritt in der Entwicklung zum Einheitslinienschiff an, andere sehen in ihnen einen unglücklichen und erfolglosen Entwurf.
Die Schiffe der nachfolgenden Royal-Sovereign-Klasse behielten die Barbetten bei, wurden aber einheitlich mit 13½-Zoll-Hinterladergeschützen (343 Millimeter) ausgerüstet. Sie hatten mit 14.000 Tonnen eine wesentlich größere Verdrängung, waren aufgrund der Dreifach–Verbunddampfmaschinen schneller als vorangegangene Bauten und besaßen einen höheren Freibord. Dadurch konnten sie auf hoher See ohne Einschränkungen eingesetzt werden.
Der Übergang zum Pre-Dreadnought-Konzept gilt spätestens mit der britischen Majestic-Klasse als abgeschlossen, deren erste Einheit 1895 auf Kiel gelegt wurde. Sie wurden Vorbilder für Schlachtschiffe, die von der Royal Navy und anderen Seestreitkräften in den nächsten Jahren gebaut werden sollten. Alle waren vollständig – einschließlich der Panzerung – aus Stahl gebaut. Die Bewaffnung bestand aus Mk-VIII-12-Zoll-Hinterladerkanonen. Aufgrund des Fortschritts der Waffentechnologie waren diese leichter und leistungsfähiger als bisher genutzte Geschütze größeren Kalibers. Außerdem wurden sie in allseitig geschlossenen Türmen montiert, die die bisher verwendeten Barbetten ablösten.
Eine gewisse Sonderstellung nahmen die Semi-Dreadnoughts ein, die gegen Ende dieser Kriegsschiff-Ära erschienen. Größtenteils waren sie gezielt gebaut worden, wie z. B. die französische Danton-Klasse; die Satsuma-Klasse hingegen kann eher als Notbehelf, aus Mangel an großkalibrigen Geschützen, angesehen werden. Mit verstärkter Feuerkraft durch Zwischenkaliber von 7½ bis 10 Zoll (190 bis 254 Millimeter; i. d. R. anstelle der Mittelartillerie) und größerer Verdrängung als herkömmliche Einheitslinienschiffe (18.000 bis 20.000 Tonnen) stellten sie einen Zwischenschritt zum All-Big-Gun-Battleship dar. Die erschwerte Feuerleitung zweier Großkaliber, deren Einschläge nicht sicher zu unterscheiden waren, vor allem aber die Dreadnought-Revolution, beendeten dieses Kapitel des Kriegsschiffbaus rasch.
Mit Erscheinen der Dreadnought im Jahre 1906 und ähnlicher Bauten waren Einheitslinienschiffe alsbald deklassiert. Dieses Schiff folgte dem Trend zu immer schwererer und weitreichender Bewaffnung durch die Umsetzung des Einheitskaliber-Konzeptes („All-Big-Gun“) in Form der Ausrüstung mit insgesamt zehn Geschützen von 12 Zoll (305 Millimeter). Die Verwendung der Dampfturbine als Antrieb machte es schneller als vorhandene Einheiten. Neue Schlachtschiffe, die nach dem Konzept der Dreadnought gebaut waren, wurden von nun an als Dreadnoughts bezeichnet, während ältere die Bezeichnung Pre-Dreadnoughts erhielten. Dies waren jedoch nur mehr oder weniger umgangssprachliche Bezeichnungen, die militärische Einstufung als Schlachtschiff usw. blieb davon unberührt. Ungeachtet der Tatsache, dass sie konzeptionell veraltet waren, spielten Einheitslinienschiffe eine wichtige Rolle während des Ersten Weltkrieges und wurden teilweise noch im Zweiten Weltkrieg eingesetzt.

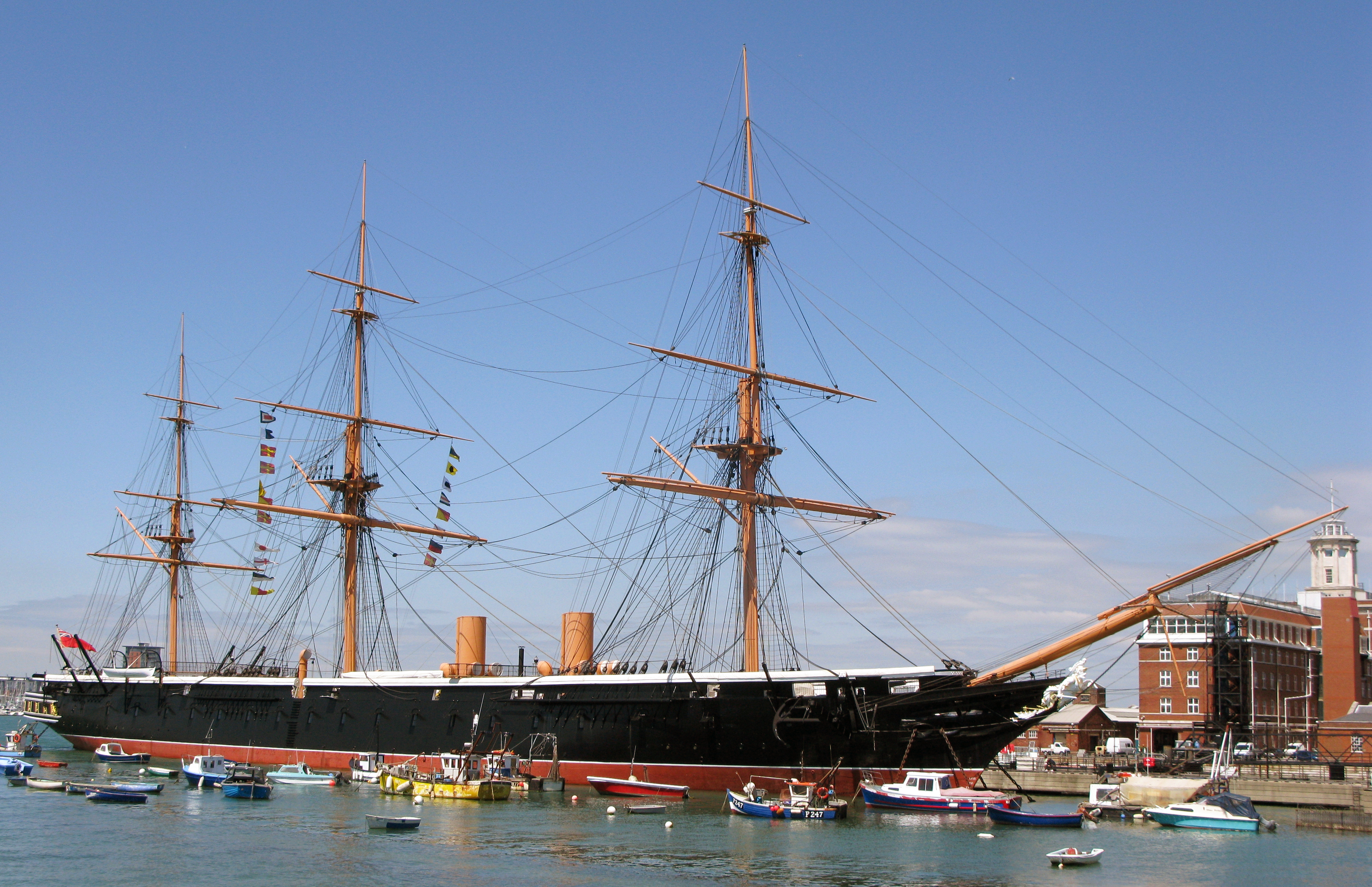
Die HMS Warrior (1860), das erste ozeantaugliche Panzerschiff mit eisernem Rumpf
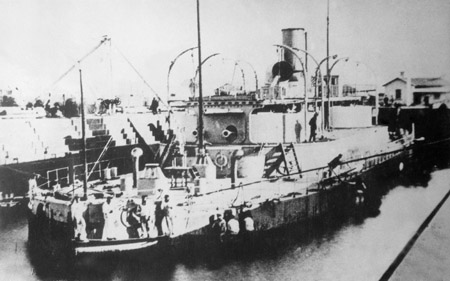
HMVS Cerberus (1868), Küstenpanzerschiff zur Verteidigung des Hafens von Melbourne
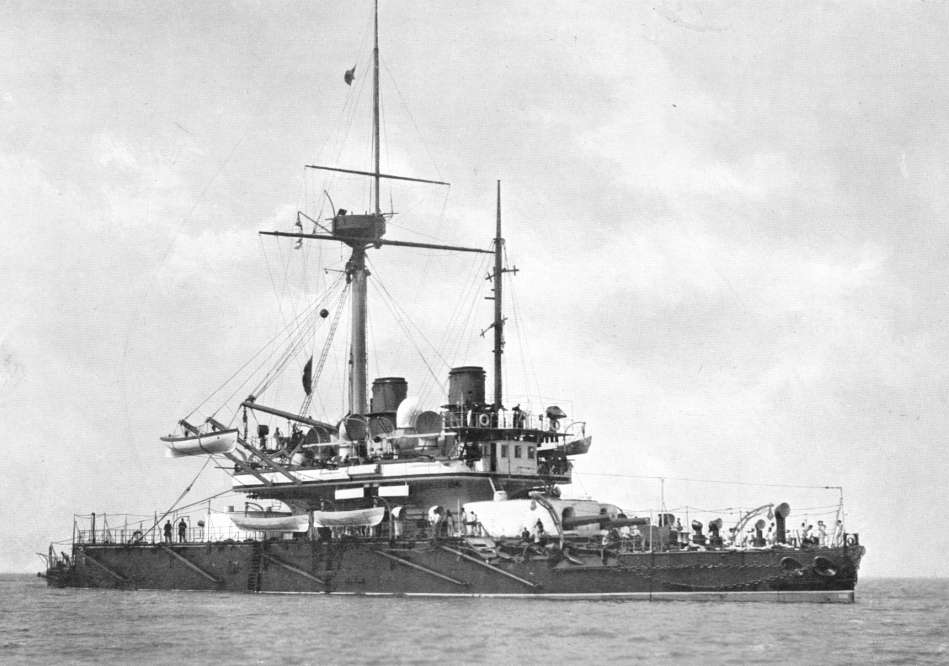
HMS Thunderer (1871), Devastation-Klasse mit dem geringen Freibord früher Panzerschiffe
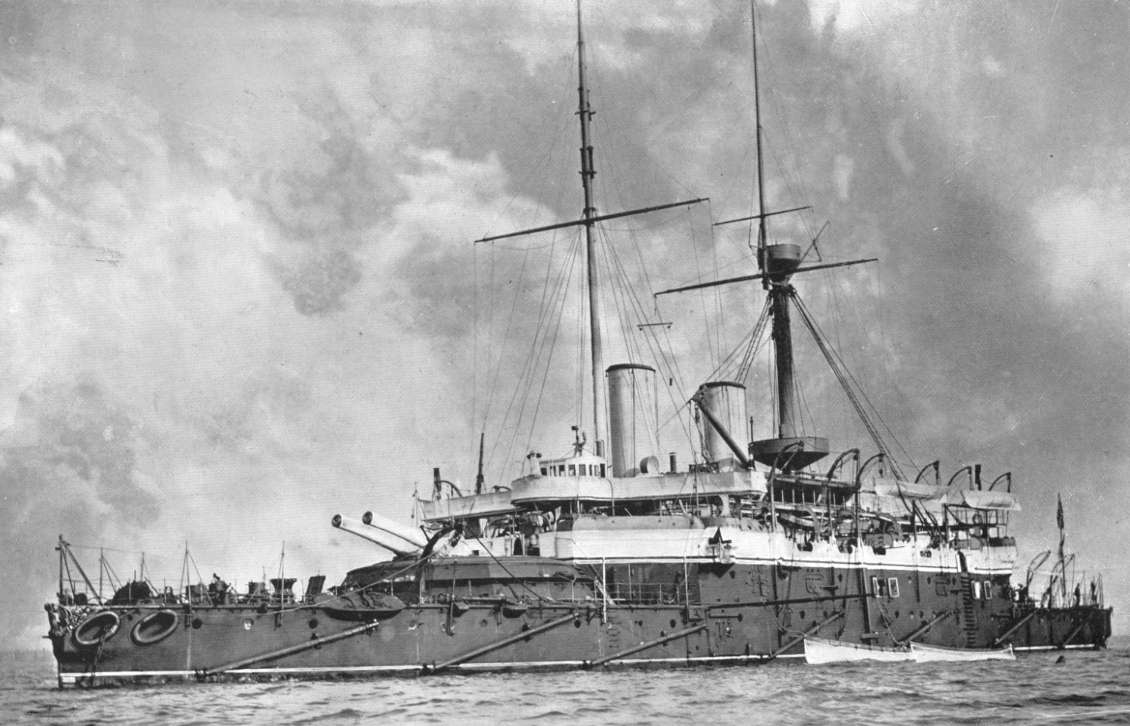
HMS Anson (1886), Einheit der Admiral-Klasse mit der Hauptbewaffnung in offenen Barbetten
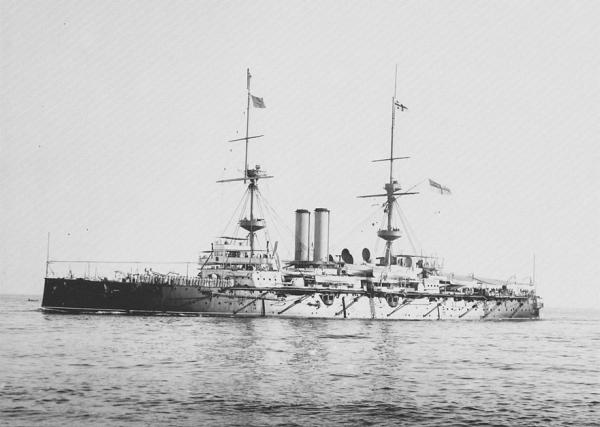
HMS Ramillies (1893), hochseetaugliches Schlachtschiff aus der Royal-Sovereign-Klasse
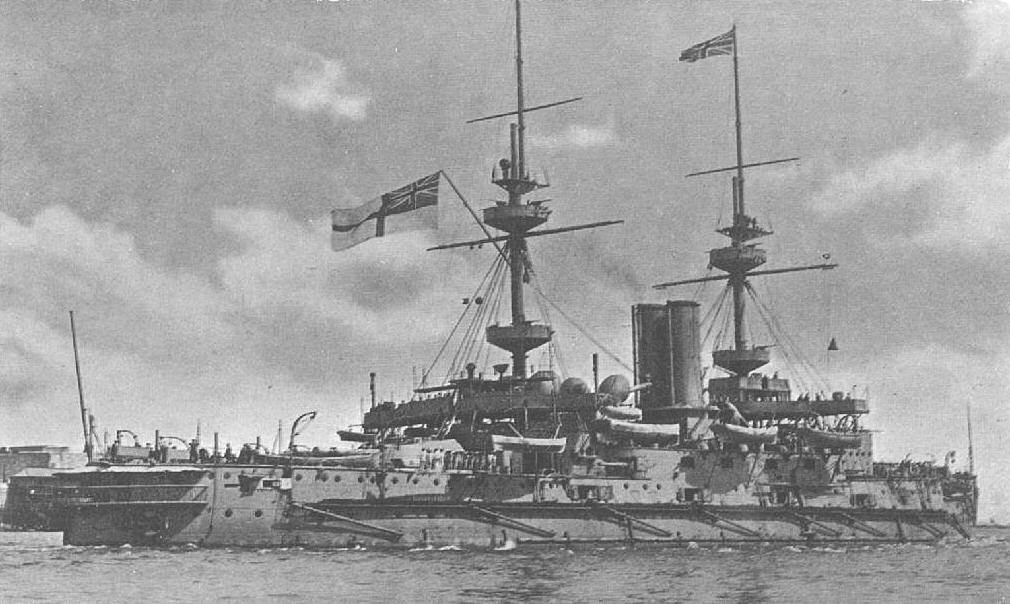
HMS Majestic (1895), Leitschiff der Majestic-Klasse und typisches Einheitslinienschiff
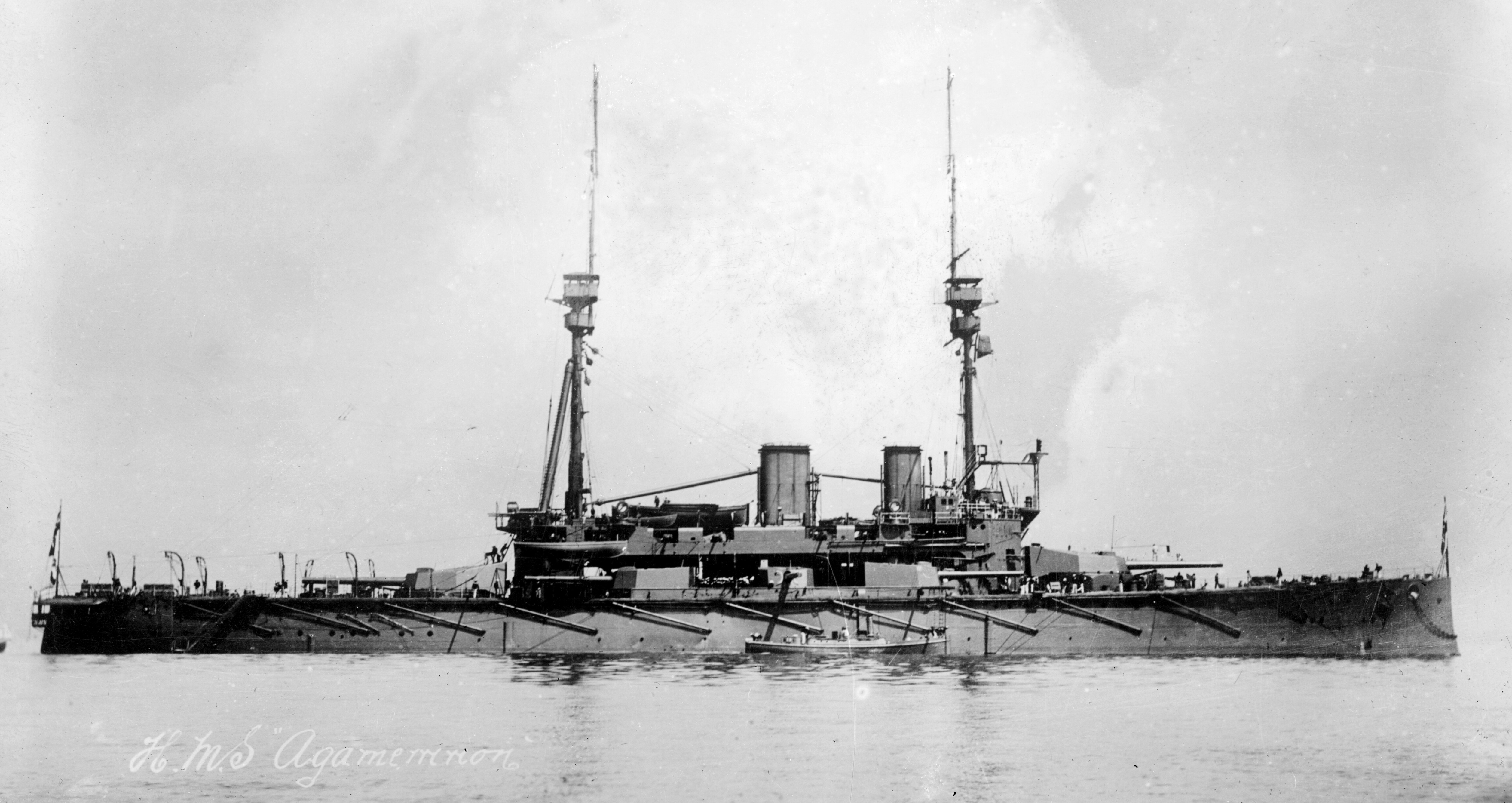
HMS Agamemnon (1906), Lord-Nelson-Klasse, Semi-Dreadnought mit schwerer Mittelartillerie
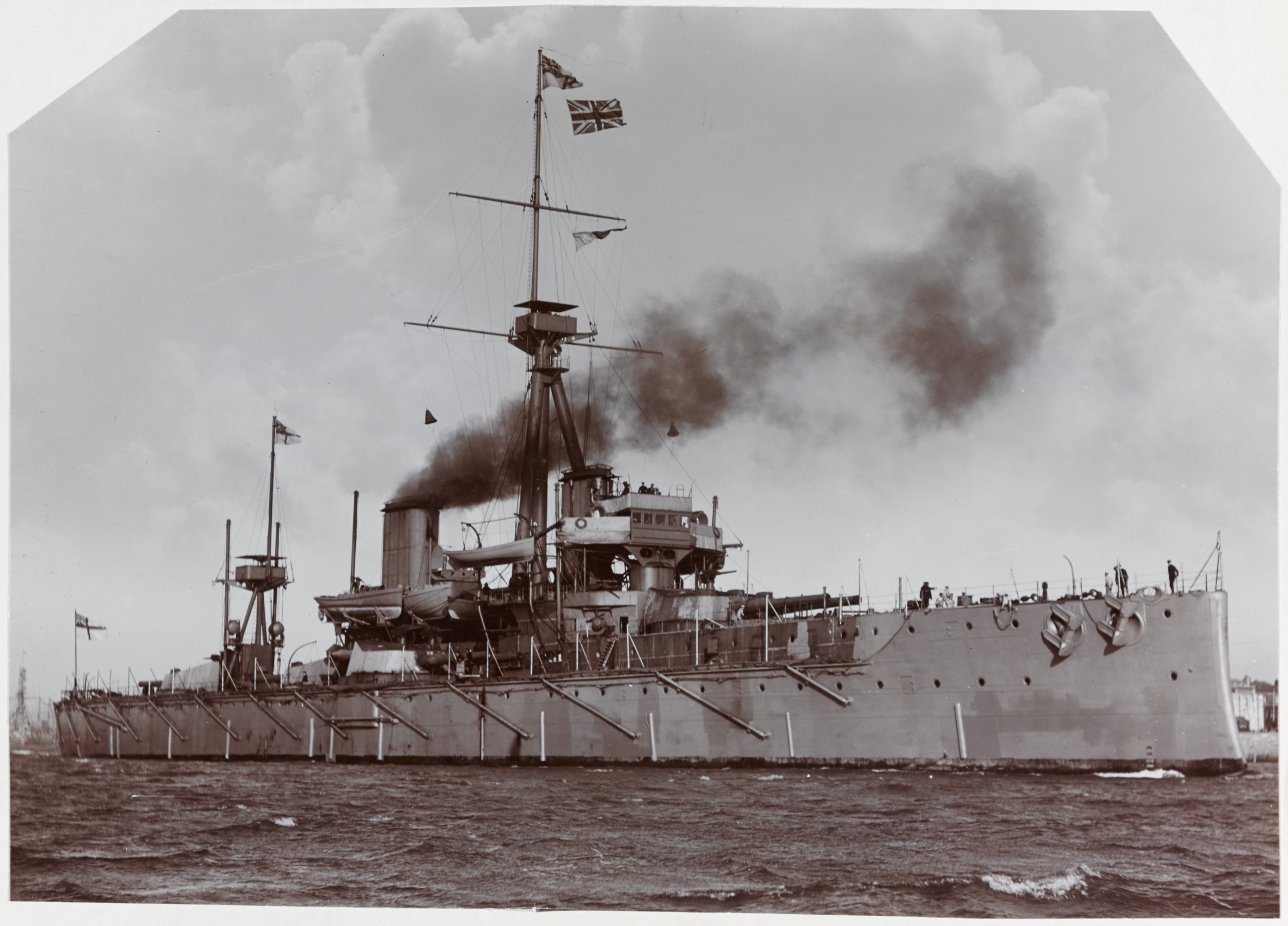
Die HMS Dreadnought (1906), der Namensgeber der Dreadnoughts

## Bewaffnung

### Hauptkaliber

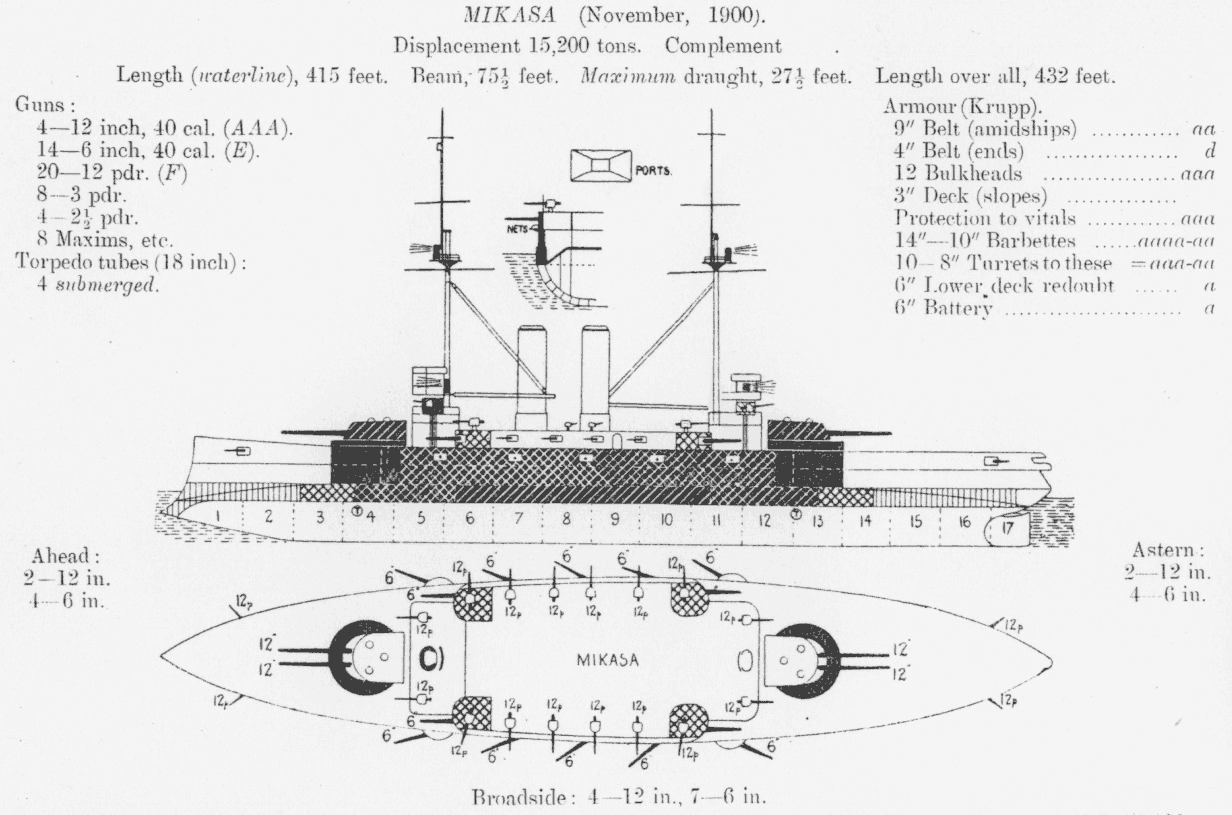
Das japanische Schlachtschiff Mikasa, ein typischer Vertreter der Einheitslinienschiffe. Zu beachten die Position der Sekundär- und Tertiärbewaffnung und die Konzentration der Panzerung auf die Türme und Maschinenräume.

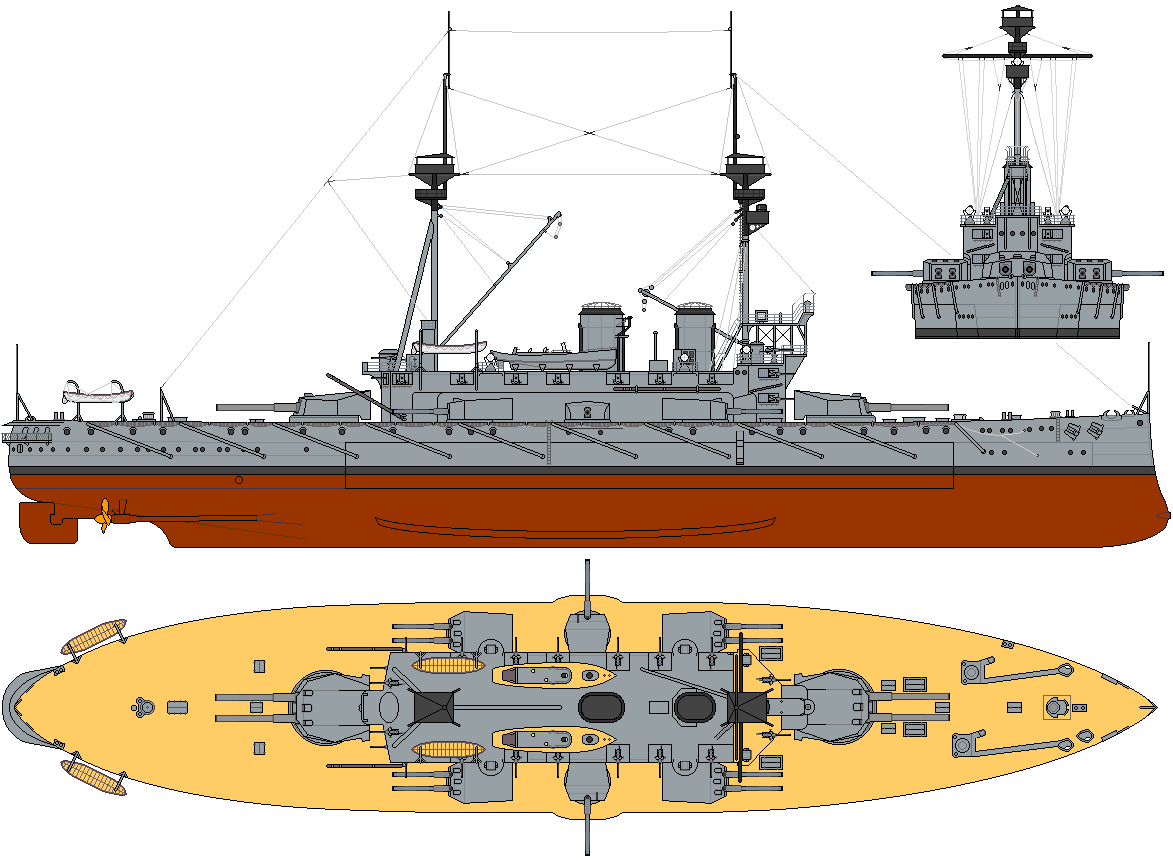
Agamemnon (1906),Lord Nelson-Klasse, Aufstellung des Zwischenkalibers mit 9,2-Zoll-Kanonen in sechs Türmen

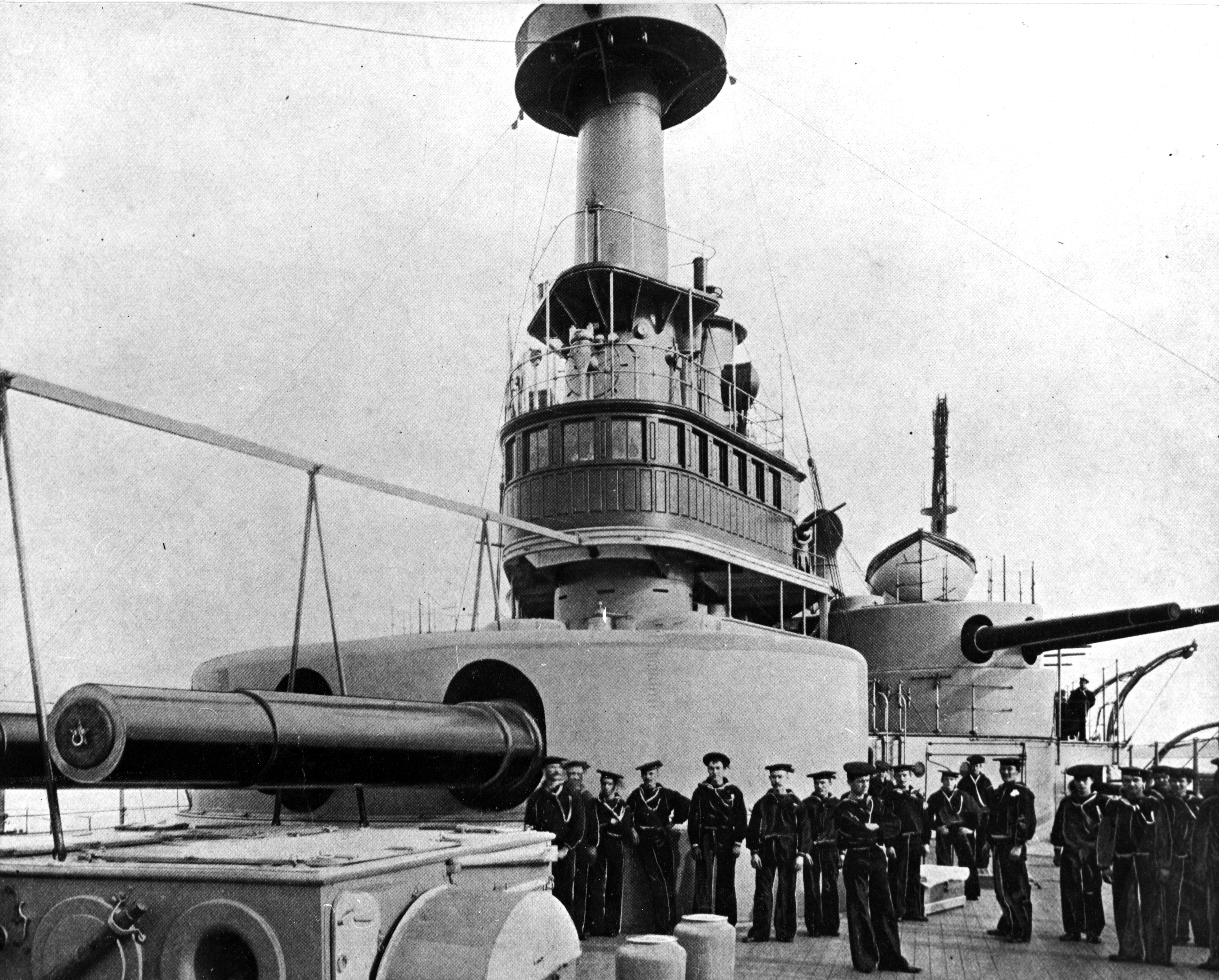
Indiana, Indiana-Klasse, ein Beispiel für ein Zwischenkaliber, abwechselnde Aufstellung von 13-Zoll- und 8-Zoll-Kanonen

Einheitslinienschiffe führten unterschiedliche Kaliber für unterschiedliche Aufgaben im Kampf gegen gegnerische Schiffe. Die Hauptbewaffnung bestand aus vier schweren Kanonen, die in zwei Türmen auf der Mittellinie vor und achtern montiert waren. Nur sehr wenige Schiffe wiesen eine andere Anordnung der Hauptbewaffnung auf. Diese Kanonen hatten eine geringe Kadenz und zumindest anfangs eine begrenzte Genauigkeit, jedoch waren sie die einzigen Kanonen mit einer Durchschlagsleistung, die ausreichte, die schwere Panzerung der Maschinenräume, Munitionslasten und Hauptbewaffnung gegnerischer Schlachtschiffe zu durchschlagen.
Das gebräuchlichste Kaliber der Hauptbewaffnung war 12 Zoll (305 Millimeter). Alle britischen Schlachtschiffe ab der Majestic-Klasse führten dieses Kaliber, ebenso alle französischen Schlachtschiffe ab der Charlemagne-Klasse, die ab 1894 auf Kiel gelegt wurden. Japan, das die meisten der eingesetzten Geschütze aus Großbritannien importierte, nutzte ebenfalls dieses Kaliber. In den USA waren sowohl 12 als auch 13 Zoll bis zur Maine-Klasse (Kiellegung 1899) gebräuchlich, danach verwendete man ausschließlich 12-Zoll-Kanonen. In Russland waren die Kaliber 10 und 12 Zoll gebräuchlich. Die Borodino-Klasse besaß Geschütze Kaliber 12 Zoll, während ältere Schiffe mit Geschützen des Kalibers 10 Zoll ausgerüstet waren. Das erste deutsche Einheitslinienschiff, die Kurfürst Friedrich Wilhelm, nutzte das Kaliber 28 Zentimeter. Bei den nachfolgenden Klassen ging man auf das Kaliber 24 Zentimeter zurück, um ab der Braunschweig-Klasse wieder das Kaliber 28 Zentimeter zu verwenden.
Während das Kaliber der Hauptbewaffnung im Großen und Ganzen gleich blieb, wurden die Leistungen der Geschütze durch immer längere Rohre verbessert. Die Einführung langsam abbrennender Treibladungen aus Cellulosenitrat und Kordit führte mit den längeren Rohren zu einer höheren Mündungsgeschwindigkeit. Dies führte wiederum zu einer größeren Reichweite und höheren Durchschlagsleistungen bei gleichem Kaliber. Von der Majestic-Klasse bis zur Dreadnought-Klasse wuchs die Rohrlänge der britischen 12-Zoll-Kanone von 35 auf 45 Kaliber und die Mündungsgeschwindigkeit von 737 m/s auf 830 m/s.

### Sekundärbewaffnung

#### Mittelartillerie
Die Einheitslinienschiffe führten auch eine Sekundärbewaffnung. Diese bestand aus kleineren Kanonen, typischerweise des Kalibers 6 Zoll. Dabei waren Variationen von 4 bis zu 7 Zoll (100 bis 180 Millimeter) möglich. Praktisch waren dies Schnellfeuerkanonen. Eine Reihe von Verbesserungen trug zur Erhöhung der Kadenz bei. Diese Geschütze verwendeten patronierte Munition mit einer Messingkartusche. Sowohl Lafettierung als auch Verschluss waren für schnelles Richten und Nachladen ausgelegt.
Die Aufgabe der Sekundärbewaffnung war die Zerstörung der weniger stark gepanzerten Teile gegnerischer Schlachtschiffe. Da sie nicht in der Lage war, die Hauptpanzerung zu durchschlagen, sollte sie Bereiche wie die Kommandobrücke zerstören oder das Feuergefecht eröffnen. Ebenso wichtig waren sie für den Kampf gegen gegnerische Kreuzer und Torpedoboote. Die Leistung reichte aus, um die dünnere Panzerung dieser Schiffe zu durchschlagen, während die höhere Kadenz für den Kampf gegen kleinere und beweglichere Ziele wichtig war. Die Sekundärbewaffnung wurde verschiedenartig eingebaut. Teilweise wurde sie in Türmen geführt, teilweise in gepanzerten Kasematten in den Seiten des Rumpfes zusammengefasst oder ungepanzert auf dem Oberdeck aufgestellt.

#### Zwischenkaliber der Semi-Dreadnoughts
Einige Einheitslinienschiffe führten ein Zwischenkaliber, typischerweise zwischen 8 und 10 Zoll (203 bis 254 Millimeter) (also üblichen Hauptkalibern von Panzerkreuzern). Schiffe mit einem schweren Hauptkaliber und einem schweren Sekundärkaliber werden auch als Semi-Dreadnoughts bezeichnet. Dieses Zwischenkaliber war ein Versuch, die Kampfkraft der Schiffe zum Kampf gegen Schlachtschiffe bzw. auf größere Entfernungen durch Verstärkung der schweren Artillerie zu erhöhen. Meist führten diese Schiffe dann keine herkömmliche Mittelartillerie. Die United States Navy führte als Vorreiter Zwischenkaliber auf den Schiffen der Indiana-Klasse und der Kearsarge-Klasse ein, verzichtete jedoch zwischen 1897 und 1901 wieder darauf. Die US-Marine griff den Ansatz der „halbschweren“ Artillerie aber nicht nur wieder auf, sie trieb ihn mit der Connecticut-Klasse von 1908 auf die Spitze; die sechs Schiffe dieser Klasse hatten außer der 4×12-Zoll-Haupt- und 8×8-Zoll-Sekundärartillerie (beides in Doppeltürmen) noch 10 7-Zoll-Mittelartillerie in kasemattierten Einzellafetten und 20 3-Zoll-Torpedoboot-Abwehrgeschütze.
Nach kurzer Zeit wurde dieser Ansatz von der Royal Navy und den Marinen Russlands (Andrej-Pervozvannyj-Klasse), Italiens (Regina-Elena-Klasse), Frankreichs (Danton-Klasse) und Japans (Satsuma-Klasse) aufgegriffen. Diese spätere Generation der Einheitslinienschiffe wurde jedoch nahezu gleichzeitig mit der HMS Dreadnought fertiggestellt und war daher bei ihrer Indienststellung bereits überholt. Einzig die deutsche Marine verzichtete auf diesen Schritt und erhöhte stattdessen das Kaliber ihrer Mittelartillerie auf 17 Zentimeter bei der Braunschweig- und der Deutschland-Klasse. Allerdings hatte sie bei den ersten Entwürfen zu den Groß-Linienschiffen der Nassau-Klasse die Verwendung von 24-Zentimeter-Geschützen in vier seitlichen Doppeltürmen zumindest in Betracht gezogen.
Während der Epoche der Panzerschiffe hatte sich die Entfernung, auf der Seegefechte ausgetragen wurden, erhöht. Während des Ersten Japanisch-Chinesischen Krieges 1894 wurden fünf Seeschlachten auf eine Entfernung von 2000 Metern ausgetragen, aber in der Seeschlacht im Gelben Meer 1904 begann das Gefecht auf 6500 Metern. Diese Vergrößerung ist einerseits auf die Verbesserung der Waffen und der Feuerleitverfahren zurückzuführen, andererseits auf die größeren Kampfentfernungen der Torpedos. Folgerichtig wurde das Kaliber der Sekundärbewaffnung vergrößert, bis es schließlich das bis dahin für die Zwischenkaliber gebräuchlichen Größen erreichte. Die letzten beiden Einheitslinienschiffe der Royal Navy, die Lord Nelson und die Agamemnon der Lord-Nelson-Klasse, führten zehn 9⅕-Zoll-Kanonen als Sekundärbewaffnung.

### Tertiärbewaffnung
Die Bewaffnung der Einheitslinienschiffe wurde durch die Tertiärbewaffnung vervollständigt. Die Kaliber reichten von 8,8-Zentimeter-Schnellladekanonen hinunter bis zu Maschinengewehren. Ihre Aufgabe war der Kampf gegen Torpedoboote auf kurze Entfernung und das Bestreichen der Decks und Aufbauten gegnerischer Schlachtschiffe. Mit zunehmender Bedeutung der Fliegerei fanden auch Flak-Geschütze Eingang in die Bewaffnung, vor allem bei den Schiffen, die noch im Zweiten Weltkrieg zum Einsatz kamen.

### Torpedobewaffnung
Zusätzlich waren viele Pre-Dreadnoughts noch mit Torpedorohren ausgerüstet. Diese waren fest eingebaut und lagen über oder unter der Wasserlinie. In dieser Zeit war das gebräuchliche Kaliber für Torpedos 16 Zoll (406 Millimeter). Die Kampfentfernung betrug mehrere hundert Meter bis zu 3 Kilometer. Dennoch war es für ein Schlachtschiff praktisch unmöglich, einen Treffer mit einem Torpedo anzubringen.

## Schutz

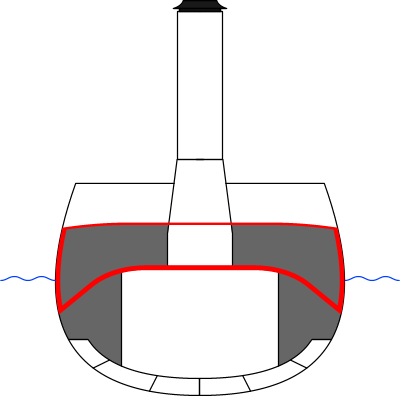
Panzerungsschema eines Einheitslinienschiffs. Gepanzertes Ober- und Zwischendeck sowie Gürtel (rot), zusätzlicher Schutz durch seitlich angeordnete Kohlebunker (grau) und doppelwandigen Boden.

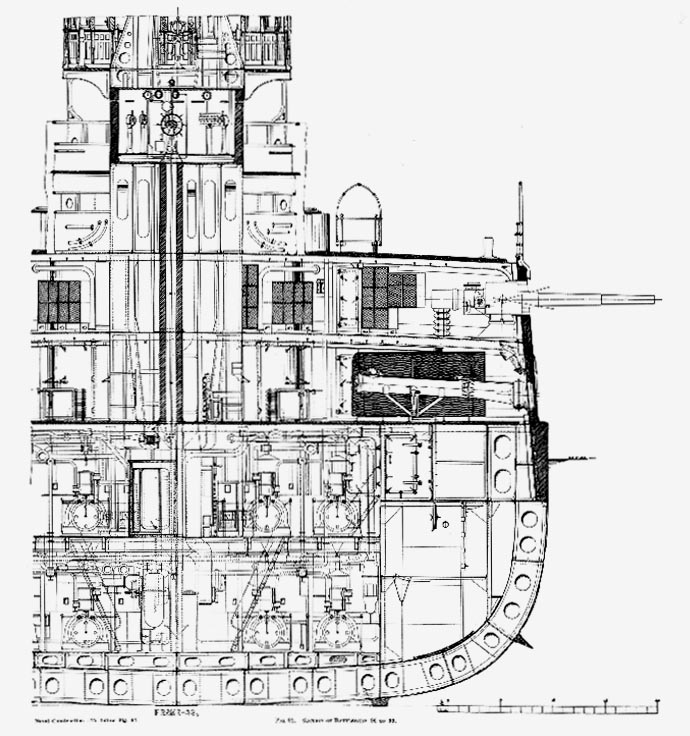
Schnitt durch den Rumpf der USS Kearsarge. Das Bild zeigt den Schutz der inneren Bereiche des Schiffs

Einheitslinienschiffe trugen ein nicht unerhebliches Gewicht an Panzerung. Die Erfahrung zeigte, dass anstelle einer gleichmäßigen Panzerung des Schiffes die Konzentration der Panzerung auf die kritischen Bereiche die bessere Lösung war. Der zentrale Teil des Rumpfes, in dem die Kessel und Dampfmaschinen angeordnet waren, wurde von einem Gürtelpanzer geschützt. Dieser begann unter der Wasserlinie und erstreckte sich nach oben. Nach vorn und hinten wurde er durch gepanzerte Querschotten abgeschlossen. Diese zentrale Zitadelle wurde eingeführt, um die Maschinenanlage vor den durchschlagskräftigsten Geschossen zu schützen. Die Hauptbewaffnung und die Munitionslasten wurden ebenfalls durch die Panzerung geschützt. Der Beginn der Einheitslinienschiff-Epoche war durch den Übergang von offenen Barbetten zu allseitig geschlossenen Panzertürmen gekennzeichnet.
Die Dicke des Gürtelpanzers verringerte sich normalerweise zu den Enden des Schiffes hin. Teilweise nahm die Dicke auch von der Zitadelle bis zu den Aufbauten ab. Das Deck wurde üblicherweise leichter gepanzert. Seine Panzerung war zwischen 10 und 15 Zentimeter dick. Diese Panzerung diente dazu, eine Zerstörung der Aufbauten durch Explosivgeschosse zu verhindern, sie schützte nicht vor panzerbrechenden Granaten.
Die Schlachtschiffe der späteren 1880er Jahre, zum Beispiel die Royal-Sovereign-Klasse, hatten eine Verbundpanzerung aus Schmiedeeisen und Stahl. Später wurde diese Panzerung durch eine aus gehärtetem Stahl ersetzt. Das Herstellungsverfahren wurde von Harvey in den USA entwickelt. Zuerst 1891 getestet, wurden derartige Panzerungen auf den 1893/95 gebaute Schiffen üblich. Sie kamen jedoch nur kurze Zeit zur Anwendung. Im Jahr 1895 wurde die Kaiser Friedrich III. mit der nochmals besseren Panzerung von Krupp ausgestattet. In Europa wurde die Anwendung der Krupp-Panzerung innerhalb von fünf Jahren üblich, nur die USA hielten bis in das 20. Jahrhundert am Harvey-Panzer fest. Die verbesserte Panzerung führte dazu, dass die Schiffe besser durch einen dünneren und leichteren Panzer geschützt wurden. Eine Verbundpanzerung von 30 Zentimeter Stärke entsprach in der Schutzwirkung einem Harvey-Panzer von 19 Zentimeter oder einer Krupp-Panzerung von 14,5 Zentimeter.

## Antrieb

Schema einer dreistufigen Verbunddampfmaschine. Der Dampf wird in drei hintereinander geschalteten Zylindern stufenweise entspannt

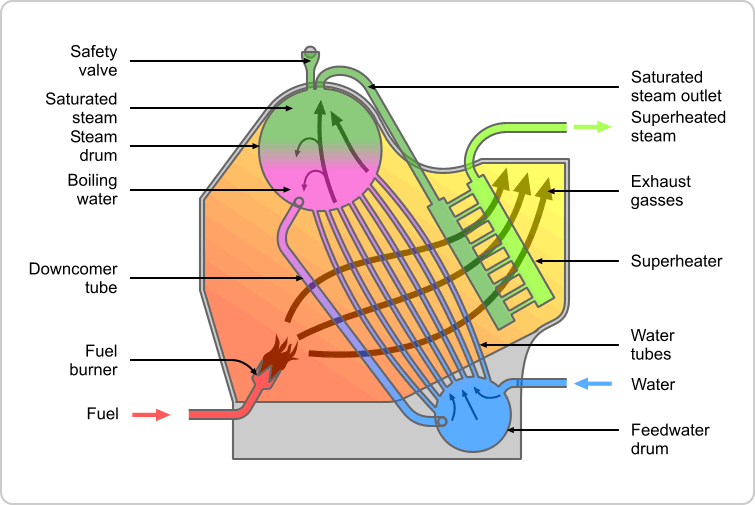
Der Wasserrohrkessel war die effektivste Möglichkeit zur Erzeugung von Heißdampf für die Einheitslinienschiffe

Alle Einheitslinienschiffe wurden durch Dampfmaschinen angetrieben. Die meisten Schiffe erreichten Geschwindigkeiten zwischen 16 und 18 Knoten. Bereits bei den Panzerschiffen wurden Verbunddampfmaschinen eingebaut, aber gegen Ende der 1880er Jahre wurden dreistufige Verbunddampfmaschinen einsatzreif. Zunächst waren diese Maschinen dreizylindrig ausgeführt, d. h. für jede Dampfdehnungsstufe gab es einen in der Größe angepassten Zylinder. Der Kurbelversatz betrug 120 Grad. Später wurde die Niederdruckstufe zweizylindrig ausgeführt; die Maschinen hatten dann vier Zylinder mit 90 Grad Kurbelversatz. Dadurch ergab sich ein gleichmäßigerer Lauf. Einige Flotten, nicht jedoch die Royal Navy, verwendeten auch Vierfach-Verbunddampfmaschinen.
Der größte Fortschritt im Maschinenbau dieser Epoche wurde durch die Nutzung höherer Betriebsdrücke der Kessel erreicht. Die frühen zylindrischen Flammrohrkessel wurden durch effizientere Wasserrohrkessel ersetzt, die bei geringerem Betriebsstoffverbrauch Dampf höheren Druckes erzeugten. Wasserrohrkessel waren im Betrieb auch sicherer. Das Risiko einer Explosion war geringer, und sie waren flexibler einsetzbar als Flammrohrkessel. Wasserrohrkessel des Belleville-Typs wurden bei der französischen Marine 1879 eingeführt, doch die Royal Navy brauchte bis 1894, bevor sie diesen Kesseltyp für Geschützte Kreuzer und Schlachtschiffe übernahm.
Zur Dampferzeugung wurde Kohle als Brennstoff benutzt, obwohl in einigen Flotten erste Experimente mit Ölfeuerungen angestellt wurden. Die Geschwindigkeit der Schiffe konnte durch Einblasen von Luft in die Feuerungen um ein bis zwei Knoten erhöht werden, doch war dabei das Risiko der Zerstörung der Kessel hoch.
Die Dampfmaschinen trieben zwei oder drei Propeller an. In Deutschland und Frankreich wurden Drei-Schrauben-Schiffe bevorzugt. Dieser Antrieb ermöglichte eine kürzere und gedrängtere Bauweise der Maschinenanlage und erleichterte den Panzerschutz. Manövrierbarkeit und Unempfindlichkeit gegen Beschädigungen waren ebenfalls besser, allerdings waren diese Schiffe größer und schwerer als Zwei-Schrauben-Schiffe, die in den meisten anderen Flotten bevorzugt wurden.

## Flotteneinsatz
Die Einheitslinienschiffe waren das Kernelement der aus unterschiedlichen Schiffstypen zusammengesetzten Flotte. Viele der älteren Panzerschiffe befanden sich noch im Dienst. Die Einheitslinienschiffe versahen ihren Dienst mit verschiedenartigen Kreuzern: mit modernen Panzerkreuzern, die im Prinzip verkleinerte Einheitslinienschiffe waren, mit leichteren Geschützten Kreuzern und älteren, ungepanzerten Kreuzern, Sloops und Fregatten, die teilweise noch aus Eisen oder Holz gebaut waren. Einheitslinienschiffe wurden im Gefecht von Torpedobooten bedroht. In der Epoche der Einheitslinienschiffe wurden angesichts dieser Bedrohung die ersten Zerstörer gebaut, deren Zweckbestimmung sich aus ihrer ursprünglichen Bezeichnung „Torpedobootszerstörer“ erschließt. In der gleichen Zeit entstanden die ersten praktisch einsetzbaren Unterseeboote.

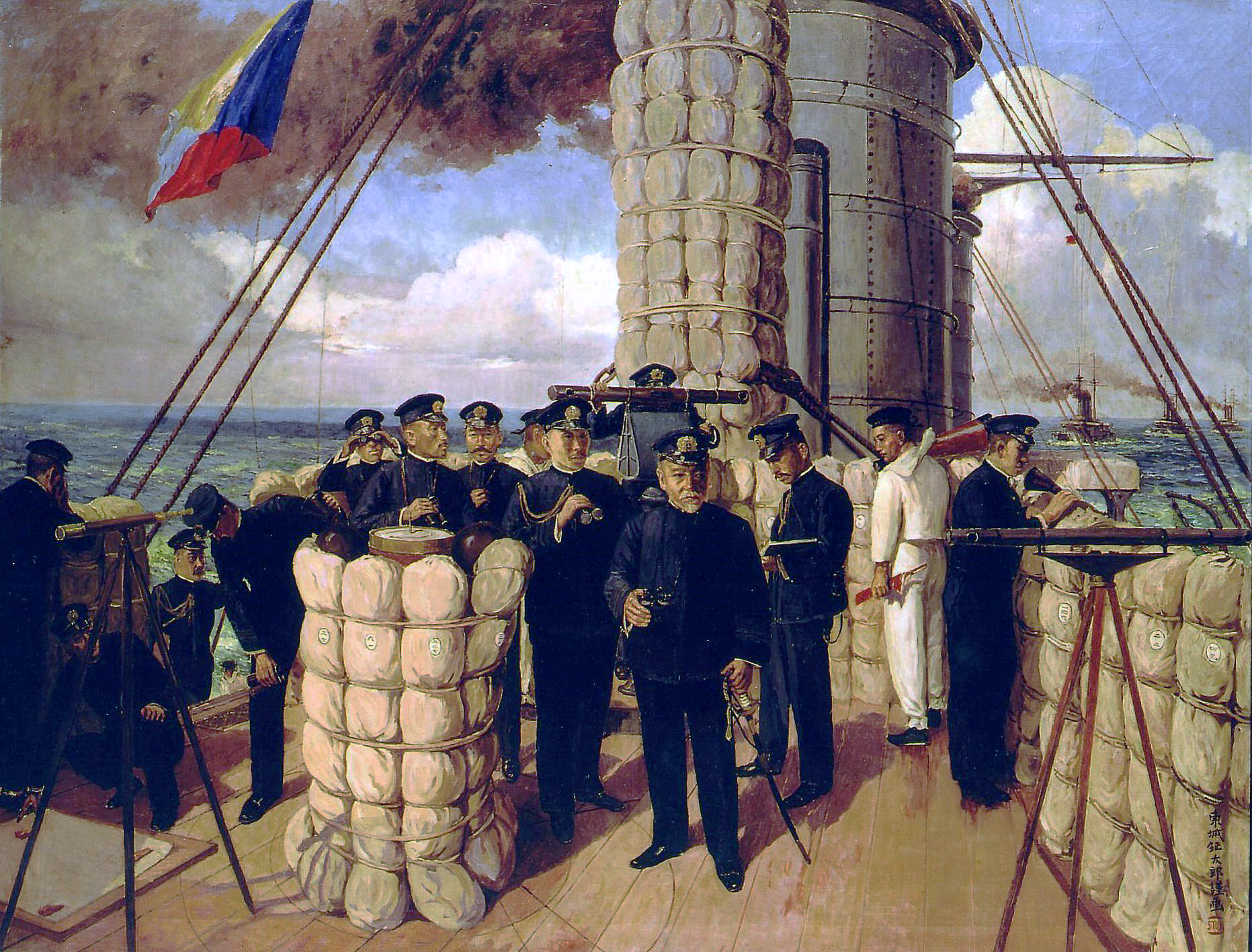
Admiral Togo auf der Brücke der Mikasa unmittelbar vor Beginn der Schlacht von Tsushima

In die Epoche der Einheitslinienschiffe fällt der Anfang vom Ende der Balance der Seestreitkräfte Frankreichs und Russland einerseits und der Royal Navy andererseits. In diese Zeit fällt auch der Beginn des Aufstieges der neuen Seemächte Deutschland, Japan und der USA. Die neuen Schiffe der Kaiserlich Japanischen Marine, und in geringerem Maße die der United States Navy, unterstützten die koloniale Expansion dieser Länder.

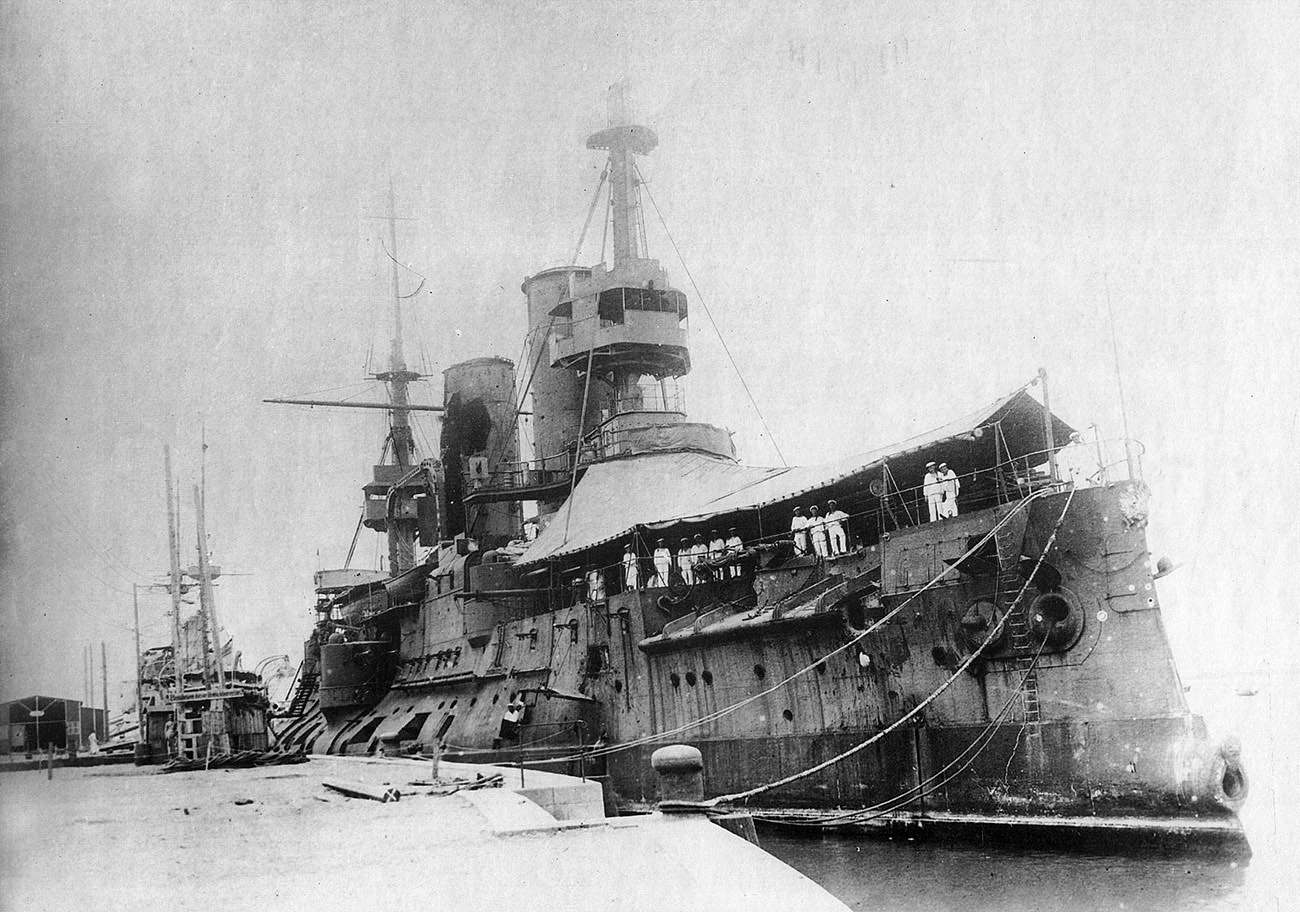
Die in der Seeschlacht im Gelben Meer beschädigte Zessarewitsch

Fast in der ganzen Epoche der Einheitslinienschiffe gab es keine Auseinandersetzungen zwischen Schiffen dieses Typs. Eine Ausnahme bilden die Kriege am Ende dieser Epoche. Der Erste Japanisch-Chinesische Krieg hatte zwar Einfluss auf die weitere Entwicklung der Pre-Dreadnoughts, doch die größten eingesetzten Schiffe waren Kreuzer. Während des Spanisch-Amerikanischen Krieges kämpfte die Schlachtflotte der US Navy gegen die spanische Flotte, die keine Einheitslinienschiffe besaß. Nur während des Russisch-Japanischen Krieges kam es in zwei Fällen zu Gefechten zwischen Einheitslinienschiffen: in der Seeschlacht im Gelben Meer am 10. August 1904 und der Seeschlacht bei Tsushima am 27. Mai 1905.
Die Kanonenbootpolitik der Großmächte wurde ausschließlich von Kreuzern oder kleineren Schiffstypen umgesetzt. Am Britisch-Sansibarischen Krieg waren drei britische Geschützte Kreuzer beteiligt. Während des Boxeraufstandes befanden sich zwar Einheitslinienschiffe in den Flotten der westlichen Länder, zum Einsatz gegen chinesische Kräfte kamen jedoch Zerstörer, Kanonenboote, Kreuzer und Sloops.

### Europa
Die europäischen Flotten dominierten die Meere während der Pre-Dreadought-Epoche. Die britische Royal Navy war die weltgrößte Flotte, obwohl Großbritanniens traditionelle Rivalen Frankreich und Russland sowie die neuen Seemächte wie Deutschland große Anstrengungen unternahmen, die britische Vorherrschaft zu brechen.

#### Vereinigtes Königreich
Im Jahr 1889 wurde mit dem Naval Defence Act der Two-Power-Standard formal festgeschrieben. Dieser Standard besagte, dass die Anzahl der Schlachtschiffe der Royal Navy mindestens so groß sein sollte wie die Summe der Anzahl der Schlachtschiffe der beiden nächstgrößten Seestreitkräfte. Zu dieser Zeit waren dies Frankreich und Russland, die in den frühen 1890er Jahren britische Alliierte wurden. Nach der Indienststellung der Royal Sovereign- und Majestic-Klasse folgte ein Schiffbauprogramm, das wesentlich schnellere Zuwächse als in früheren Jahren vorsah. Die Klassen Canopus, Formidable, Duncan und King Edward VII folgten zwischen 1897 und 1905 rasch aufeinander. Zählt man zwei ursprünglich für Chile in Auftrag gegebene, aber dann von der Royal Navy übernommene Schiffe mit, waren bis 1904 seit der Majestic-Klasse insgesamt 39 Schlachtschiffe in Dienst gestellt oder im Bau. Über zwei Dutzend ältere Schlachtschiffe blieben im Dienst. Die letzten britischen Einheitslinienschiffe der Lord-Nelson-Klasse wurden erst nach der Dreadnought in Dienst gestellt.

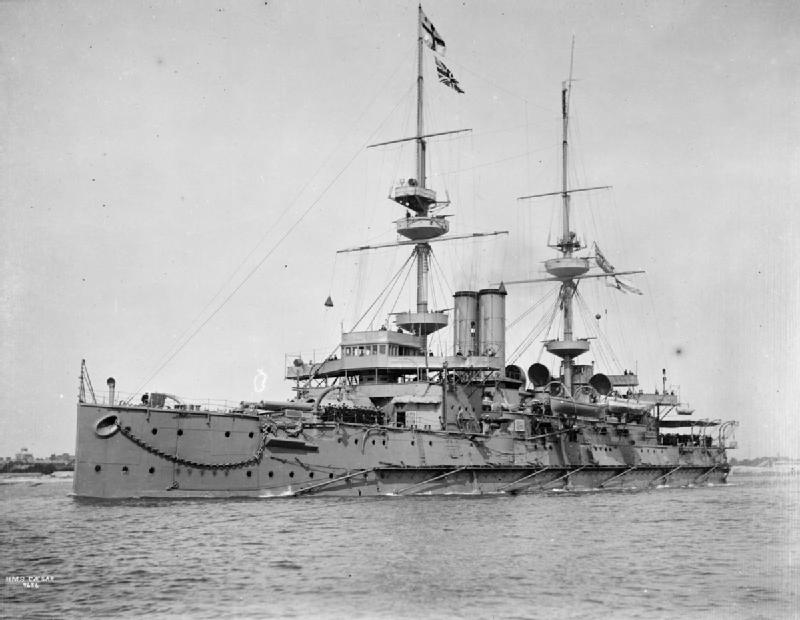
HMS Caesar
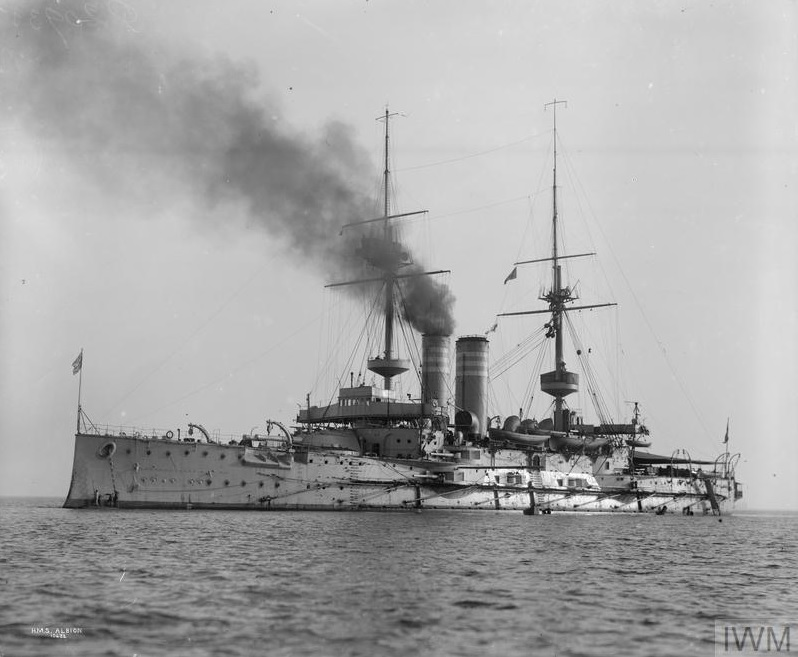
HMS Albion
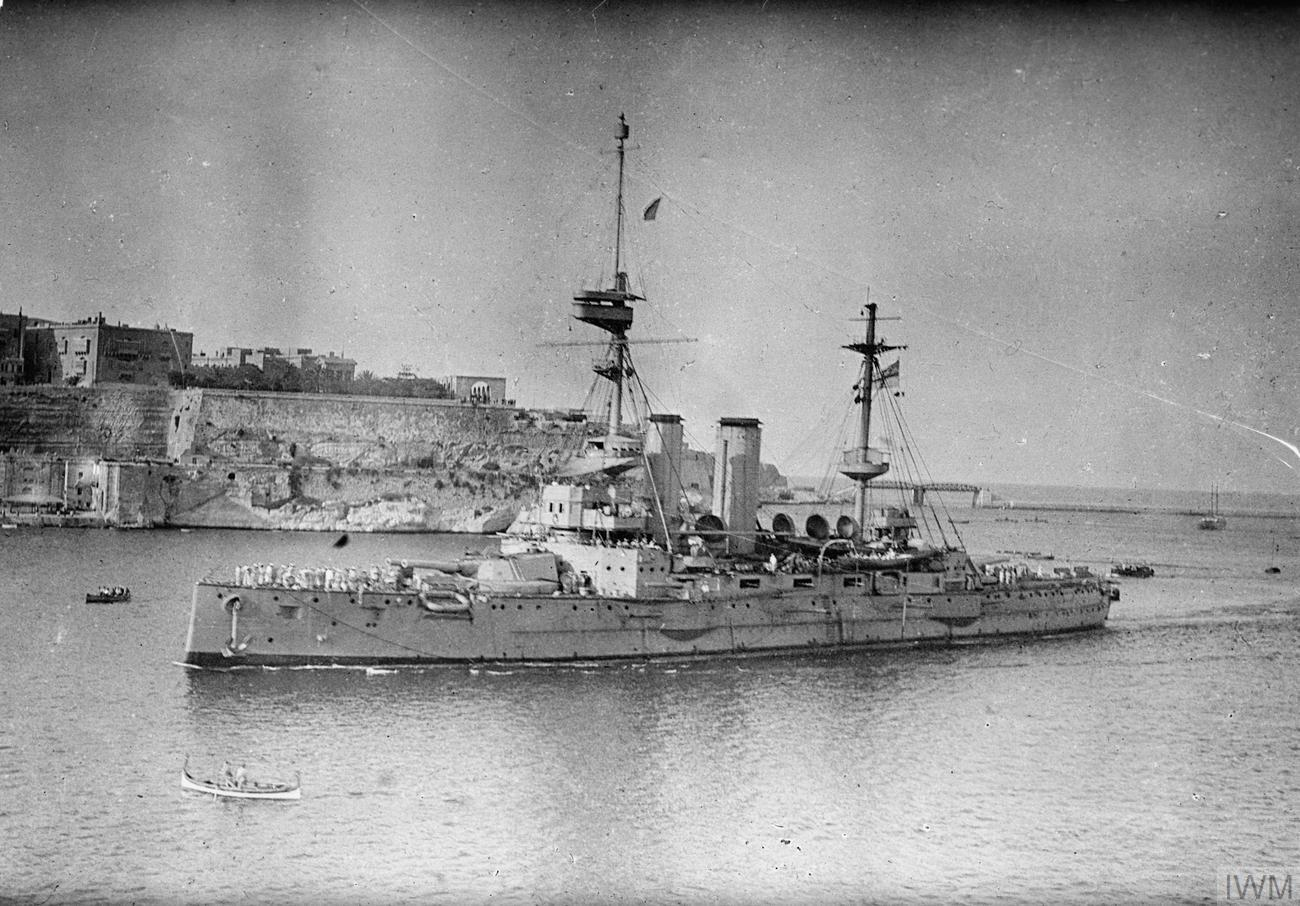
HMS London
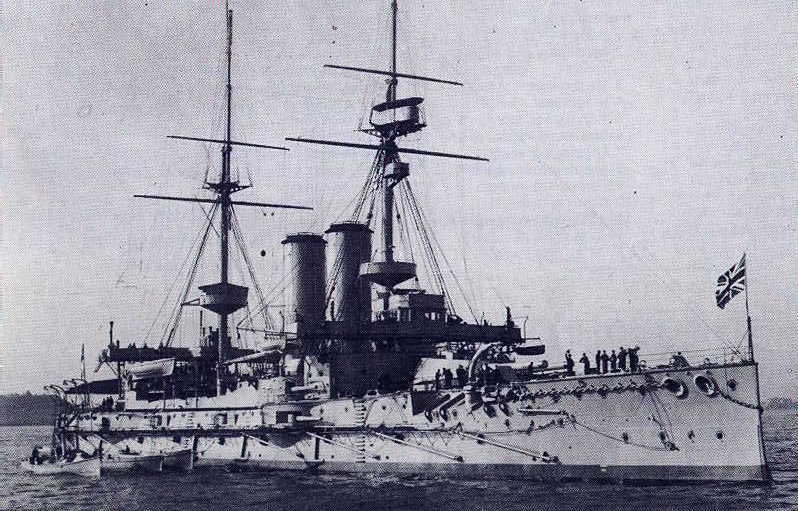
HMS Exmouth
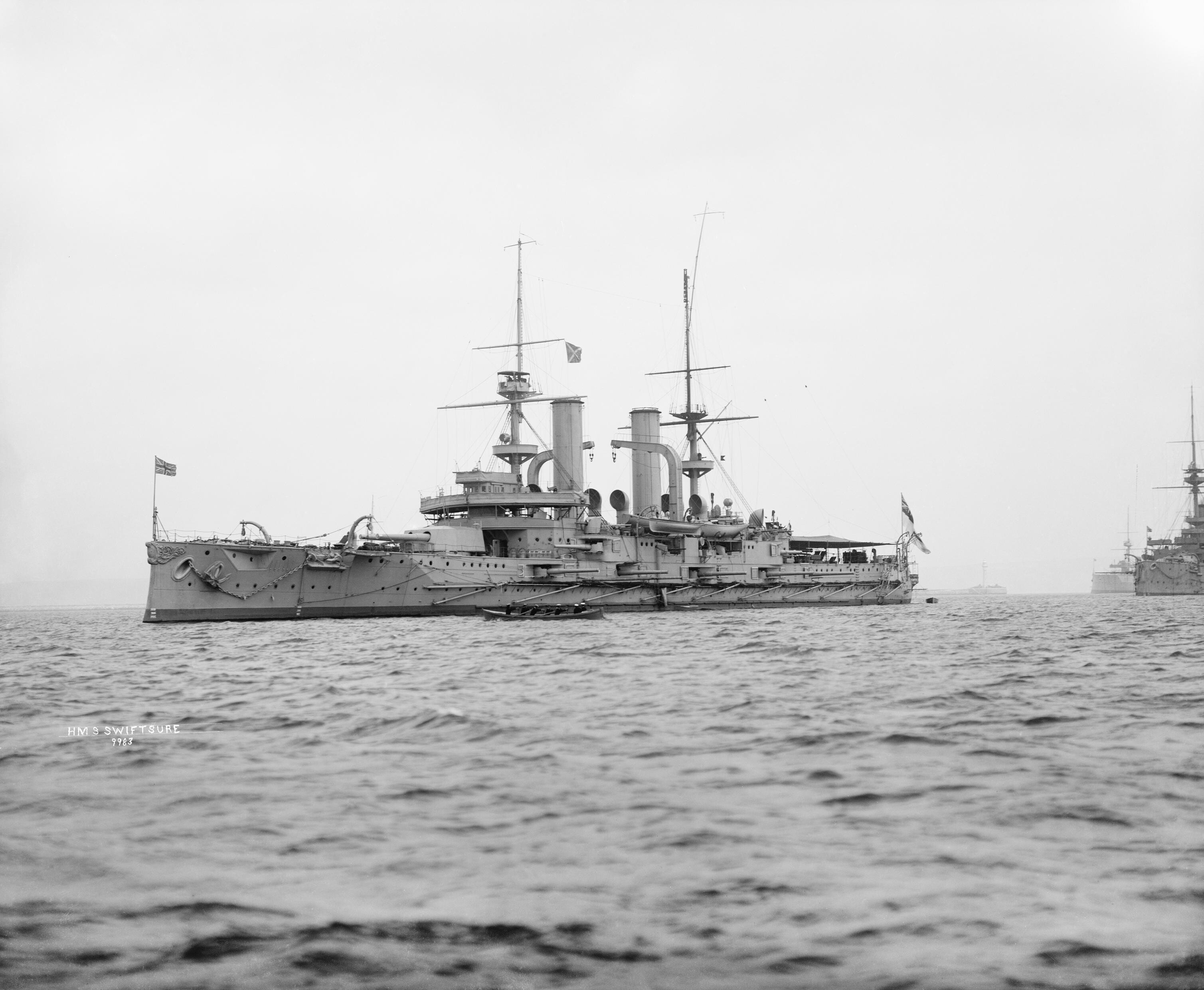
HMS Swiftsure
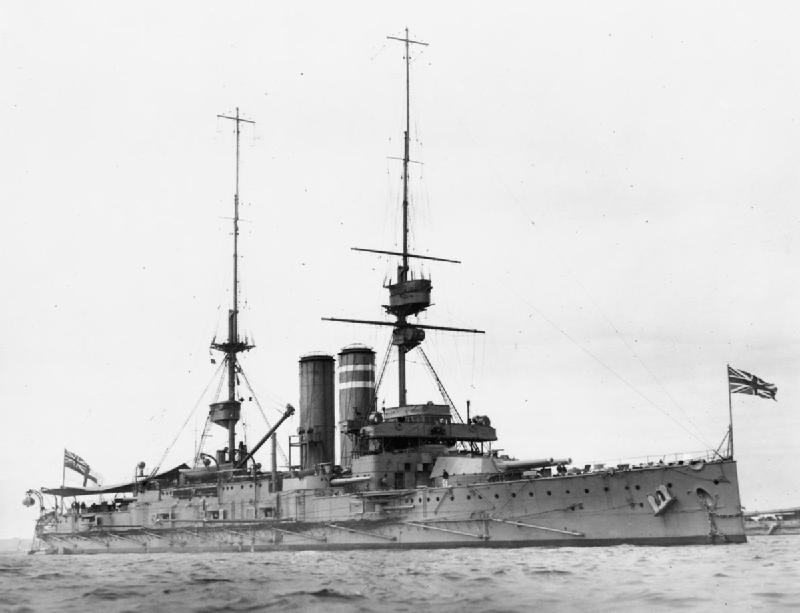
HMS Dominion
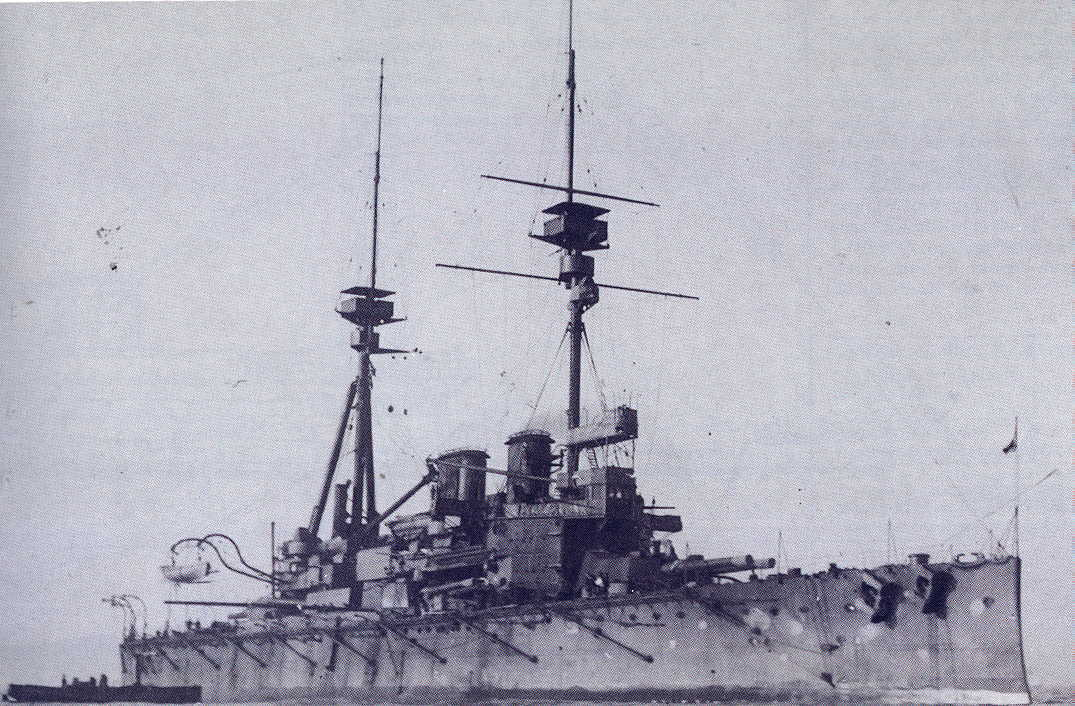
HMS Lord Nelson

#### Frankreich
Frankreich, die traditionell mit Großbritannien rivalisierende Seemacht, hatte den Bau von Schlachtschiffen während der 1880er Jahre ausgesetzt. Die dominierende Doktrin der Jeune École favorisierte Kreuzer und Torpedoboote gegenüber Schlachtschiffen. Nach Abklingen dieses Einflusses wurde 1891 das Schlachtschiff Brennus auf Kiel gelegt. Im Gegensatz zur Royal Navy, die größere Serien der jeweiligen Schlachtschiffklassen bauen ließ, waren die französischen Schiffe Einzelstücke. Die Bewaffnung war ebenfalls eigenartig. Die Brennus trug drei Kanonen des Kalibers 34 Zentimeter, ihre Nachfolger jeweils zwei 30,5-Zentimeter- und zwei 27,4-Zentimeter-Kanonen in Einzeltürmen. Erst mit der Charlemagne-Klasse ging die französische Marine zur Standardaufstellung von vier 30,5-Zentimeter-Kanonen in Zwillingstürmen über. Die Jeune École behielt einen großen Einfluss auf die französische Seekriegsstrategie. Gegen Ende des 19. Jahrhunderts hatte Frankreich den Wettlauf mit Großbritannien bezüglich der Anzahl der Schlachtschiffe aufgegeben. Frankreich litt am meisten unter der durch die Dreadnought verursachten Revolution, denn bei ihrem Erscheinen befanden sich vier Schlachtschiffe der Liberté-Klasse im Bau, und der Bau weiterer sechs der Danton-Klasse wurde danach begonnen.

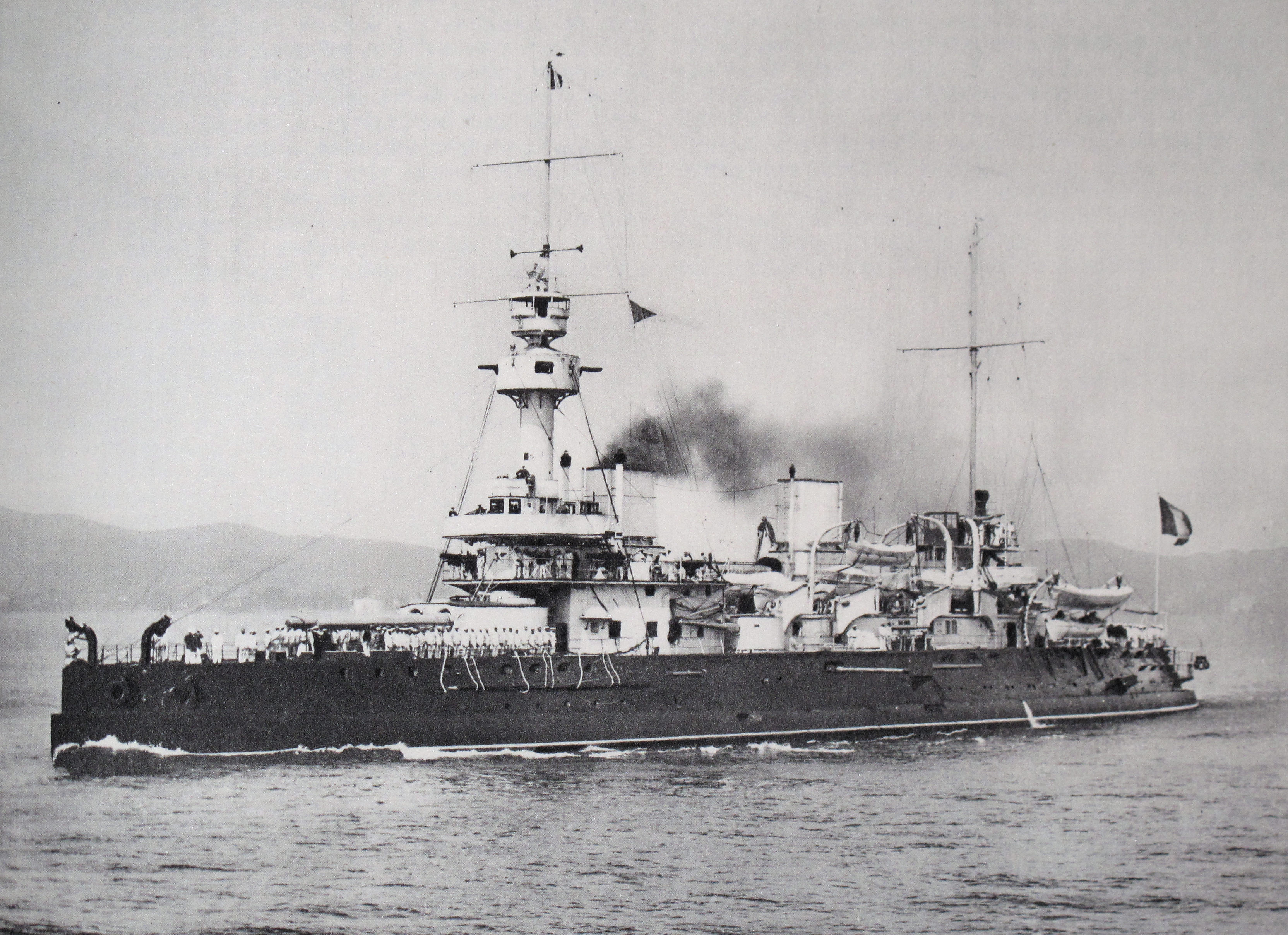
Brennus
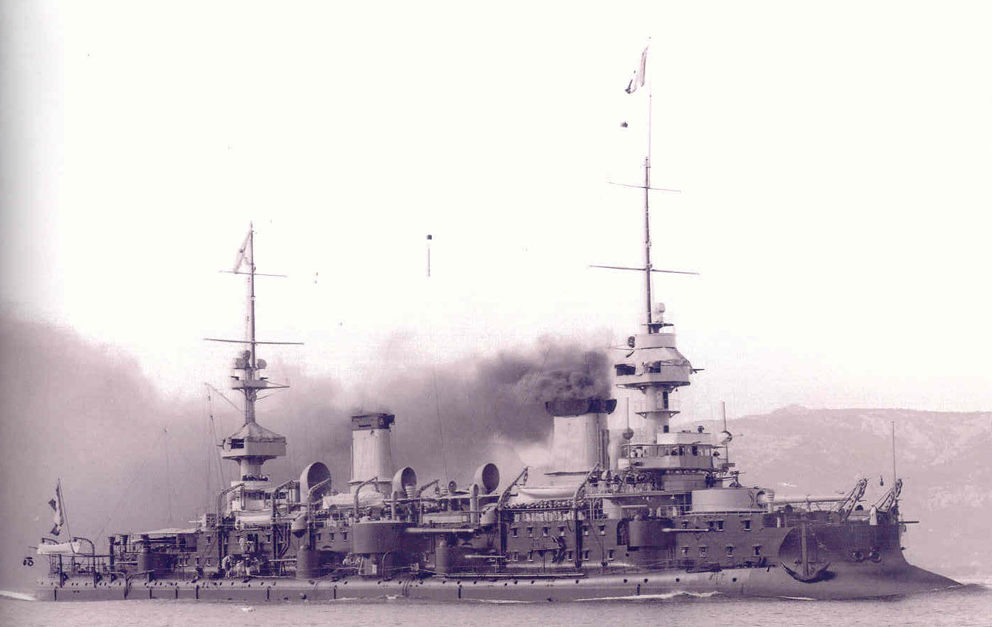
Masséna
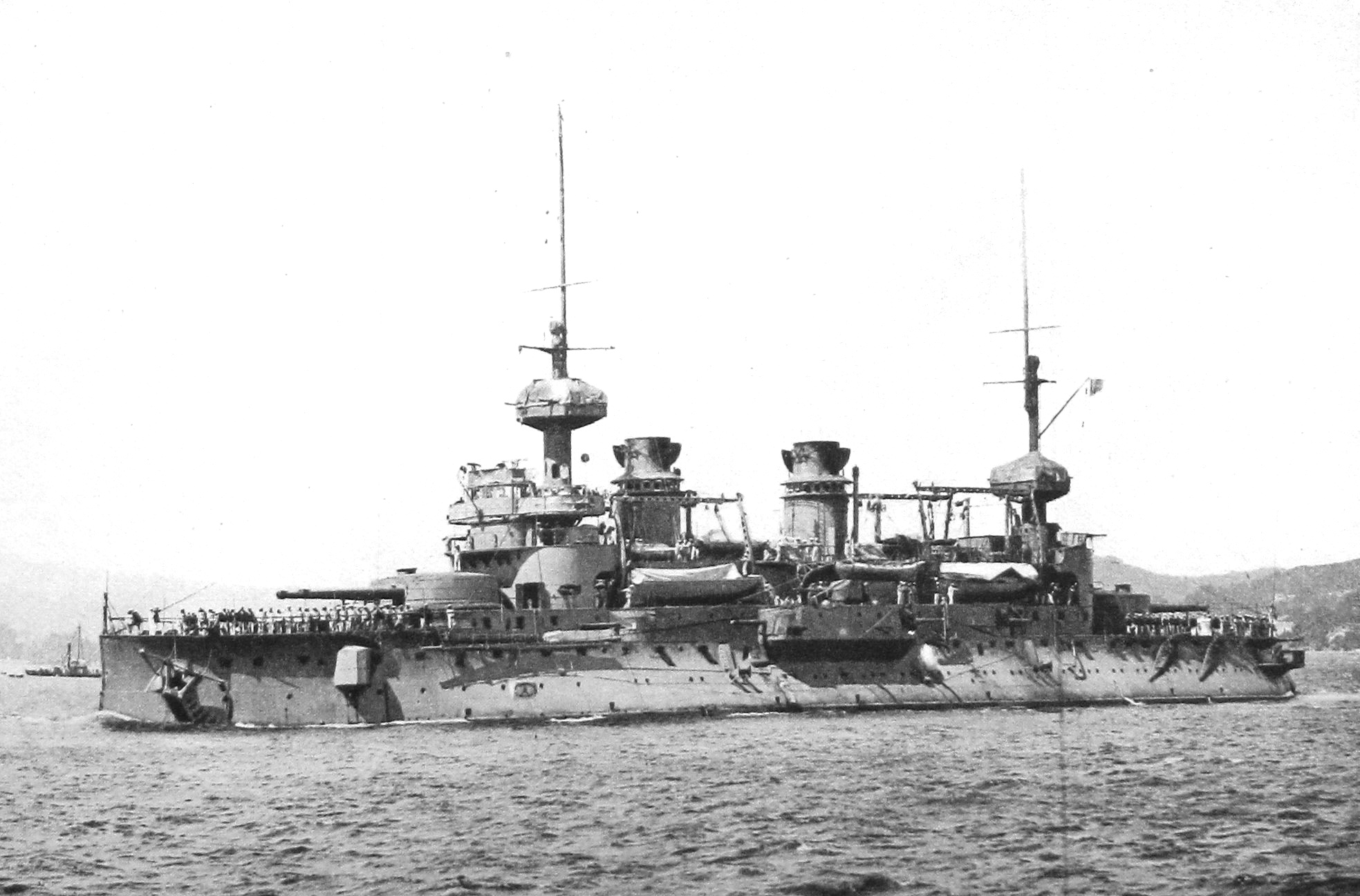
Charlemagne
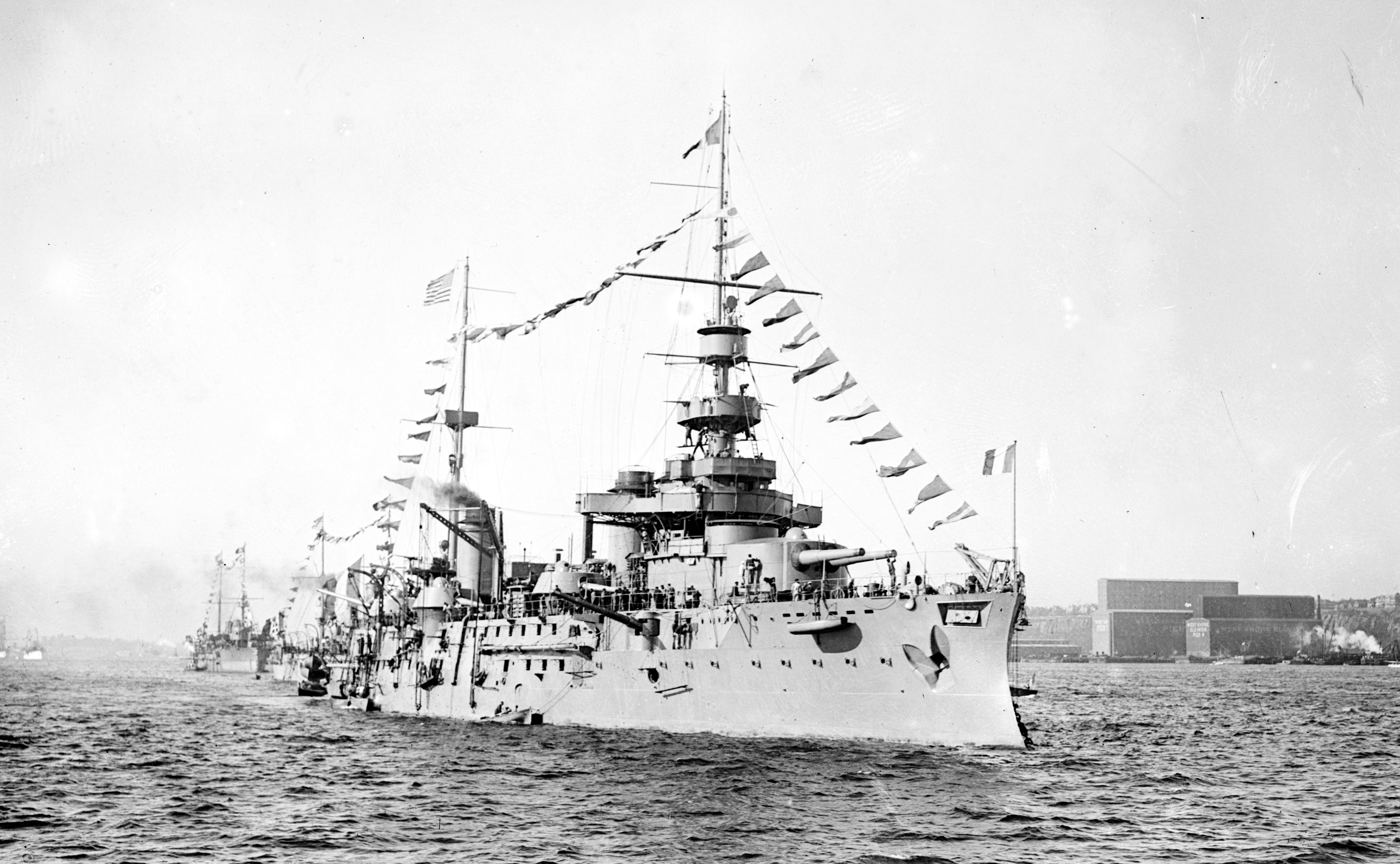
Liberté
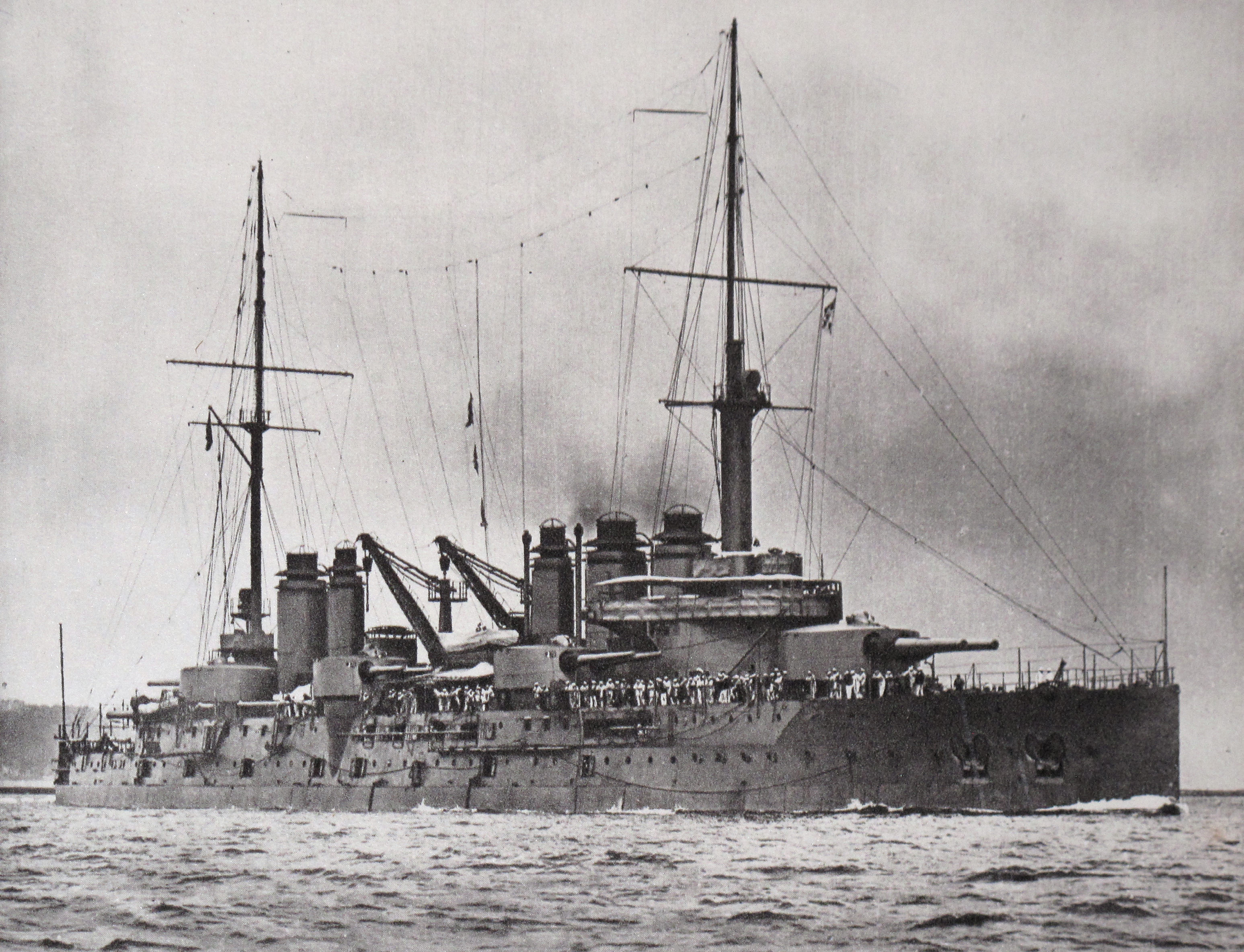
Danton

#### Deutschland
Deutschland begann den Aufbau einer eigenen Schlachtflotte erst in den 1890er Jahren, doch bereits 1905 befand man sich in einem maritimen Wettrüsten mit der Royal Navy. In diesem Jahr befanden sich 23 Schlachtschiffe im Dienst oder im Bau. Dieser schnelle Anstieg war auf das zielstrebige Vorgehen Alfred von Tirpitz’ und das wachsende Gefühl der nationalen Rivalität mit Großbritannien zurückzuführen und wurde durch die Flottengesetze von 1898 und 1900 ermöglicht. Deutsche Linienschiffe in den Jahren ab 1895 waren die Kaiser Friedrich III-, Wittelsbach- und Braunschweig-Klasse. Ihren Höhepunkt erreichte die Entwicklung mit der Deutschland-Klasse, die noch während des Ersten Weltkrieges im Dienst war. Insgesamt waren die deutschen Schiffe weniger leistungsfähig als ihre britischen Äquivalente, aber ebenso robust.

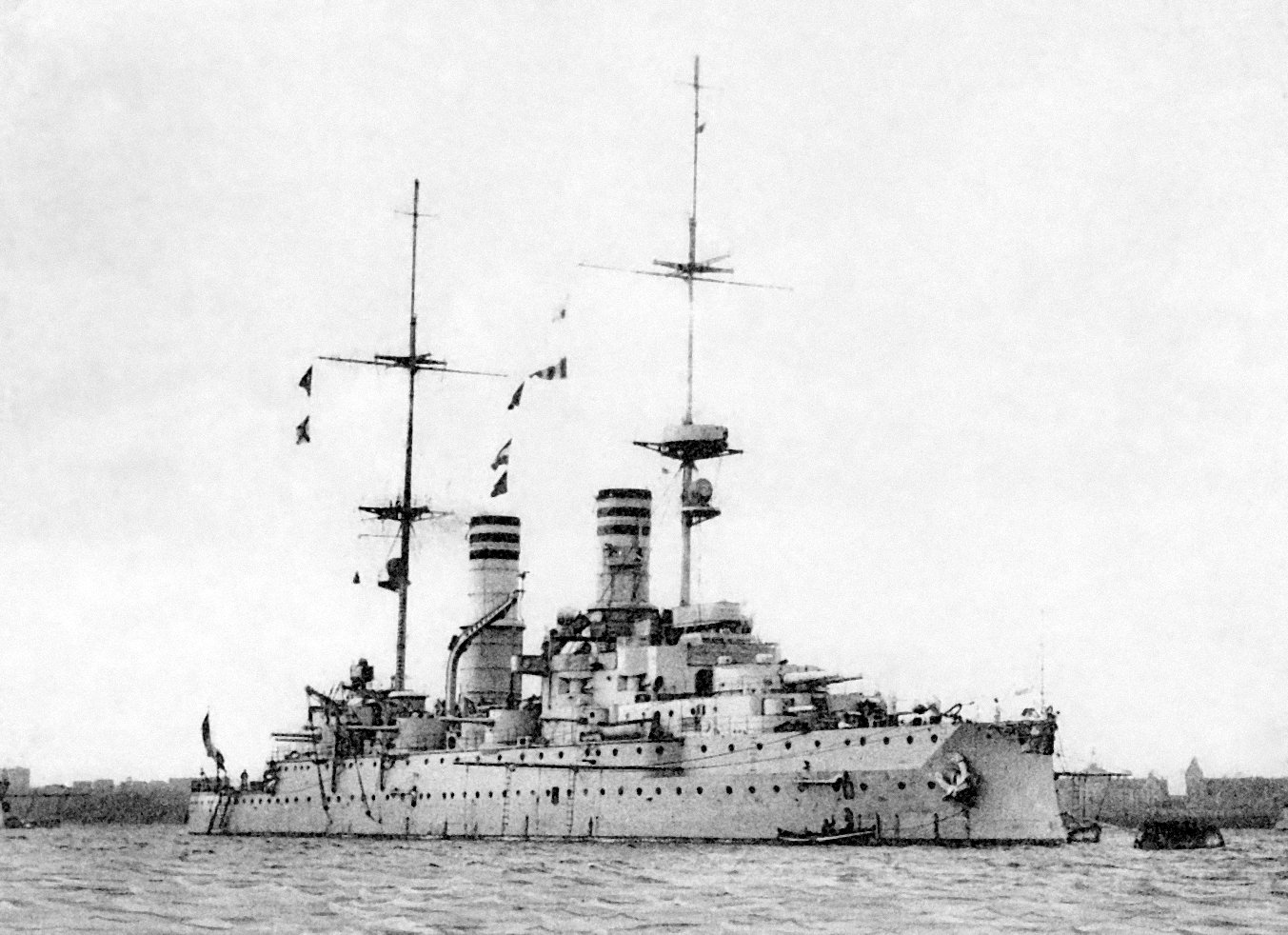
SMS Kaiser Barbarossa
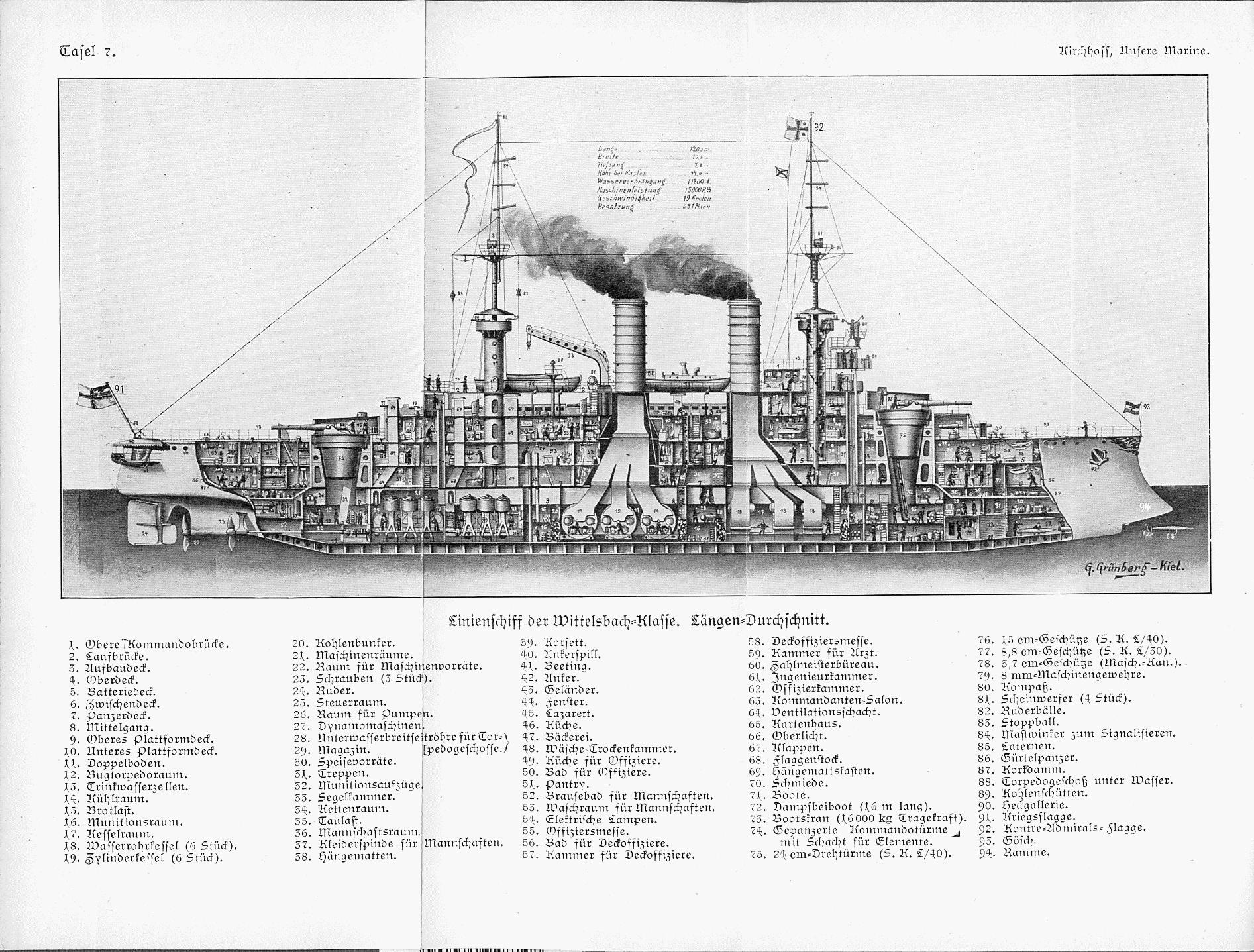
Längsschnitt der Wittelsbach-Klasse
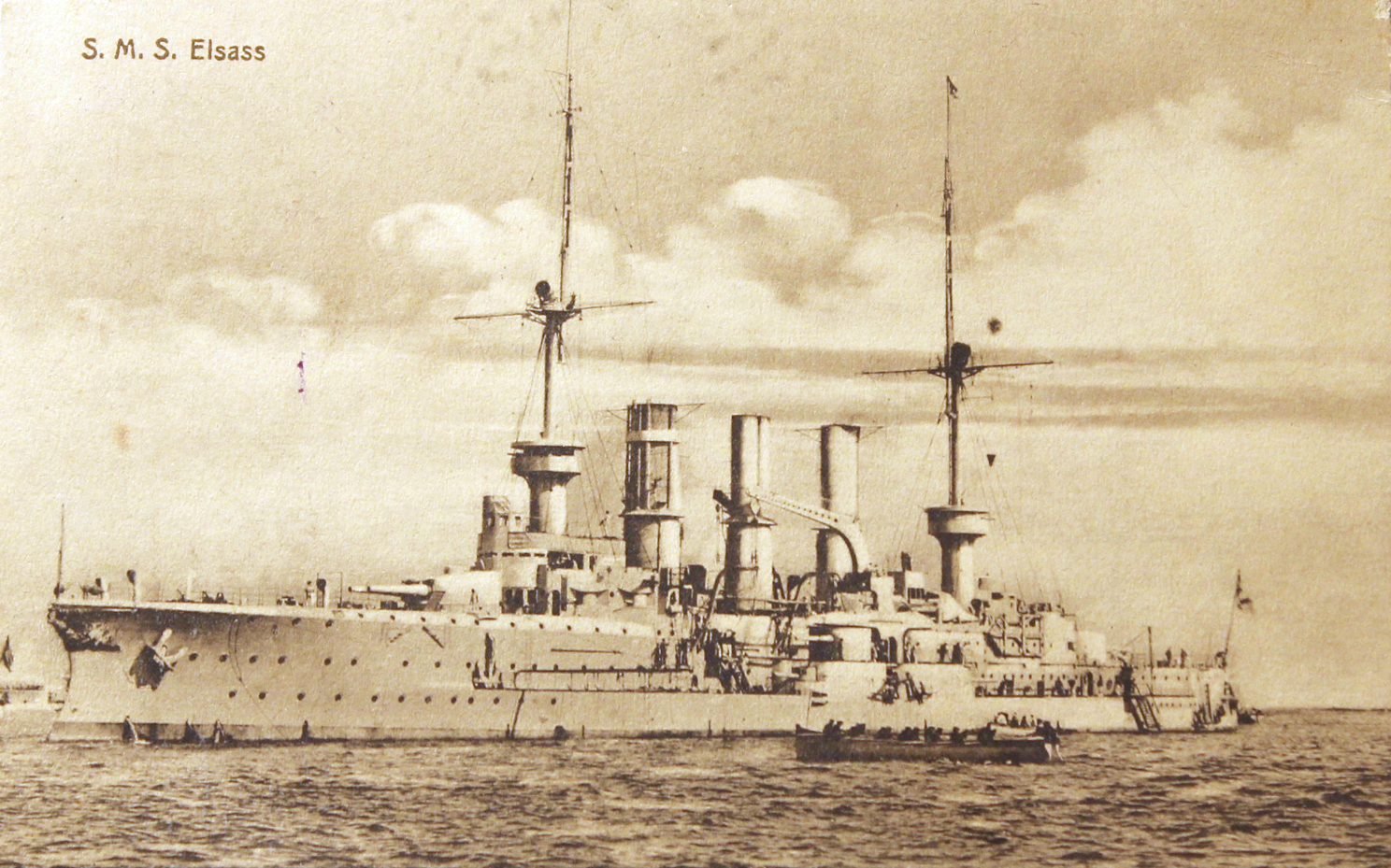
SMS Elsass
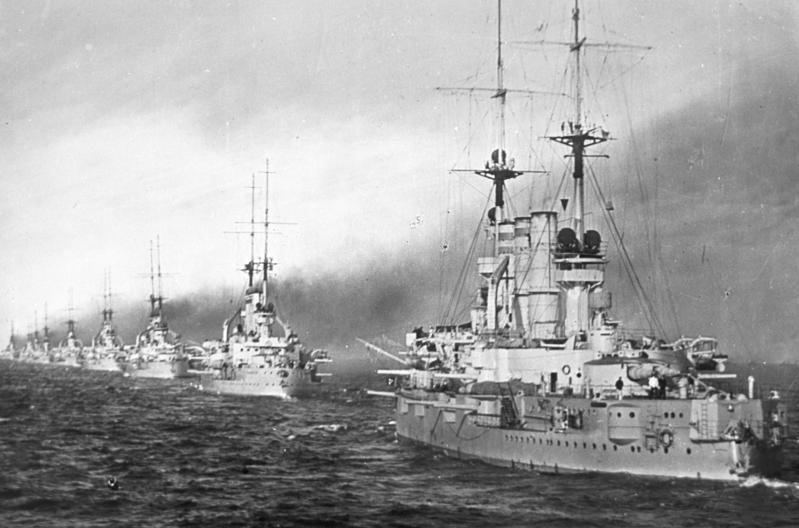
Geschwader der Deutschland-Klasse in Kiellinie

#### Österreich-Ungarn
Die k. u. k. Kriegsmarine erlebte während der 1890er Jahre einen Aufschwung. Insgesamt wurden zwölf Schlachtschiffe in Auftrag gegeben, jedoch lediglich die sechs  Schiffe der Monarch- und der Habsburg-Klasse wurden vor der Dreadnought fertiggestellt.

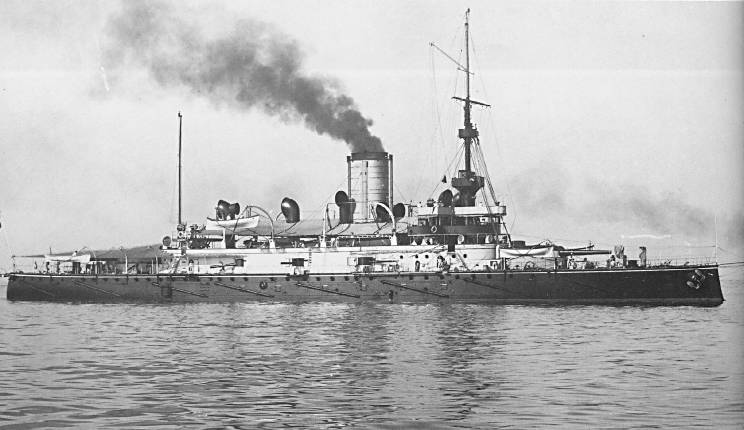
SMS Budapest, Monarch-Klasse
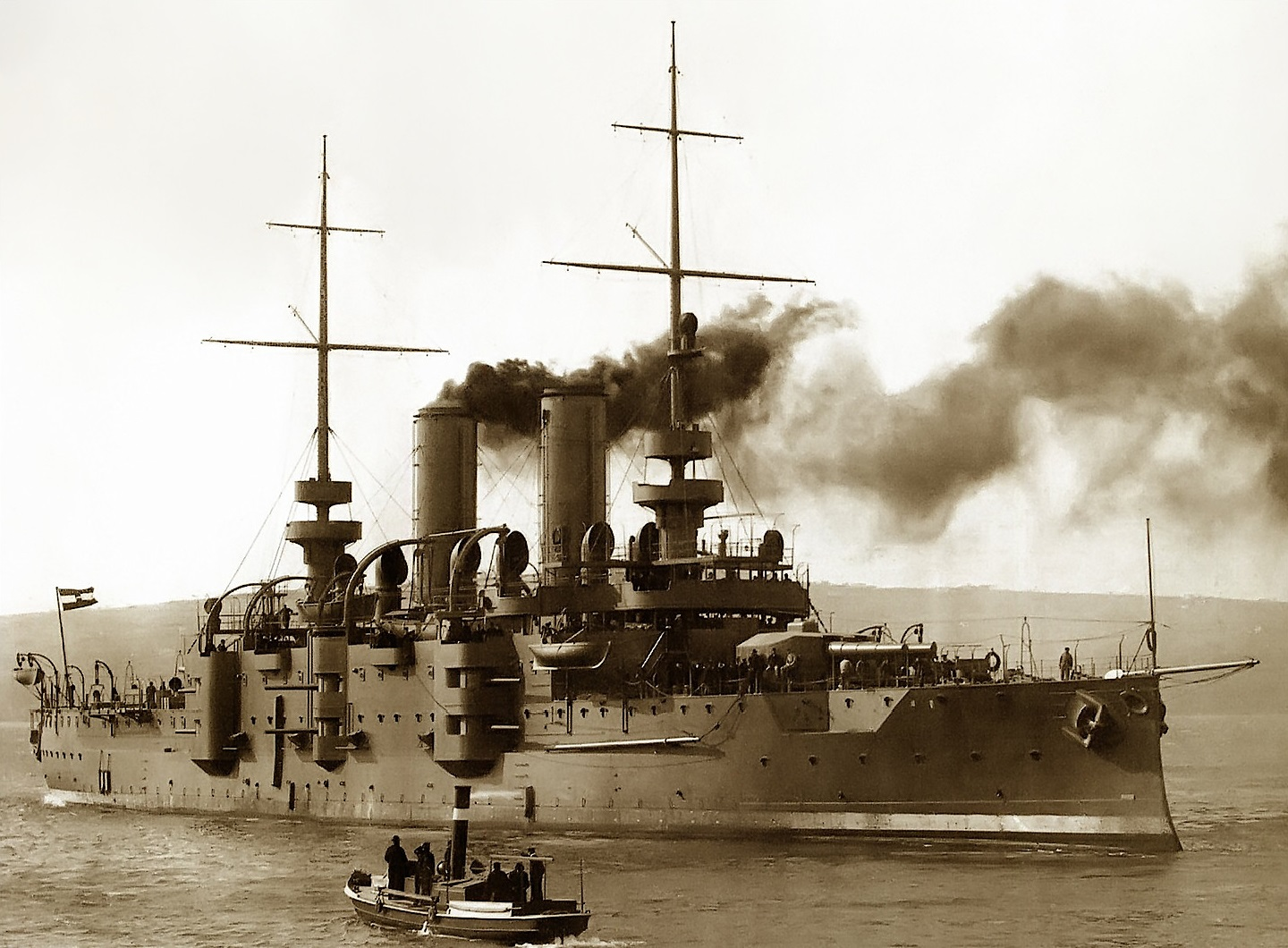
SMS Babenberg, Habsburg-Klasse
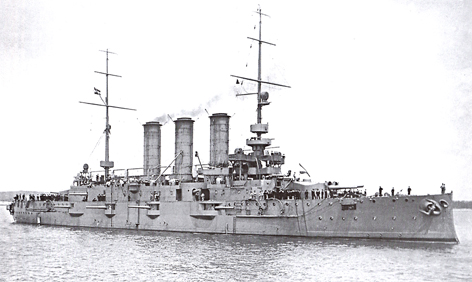
SMS Erzherzog Karl
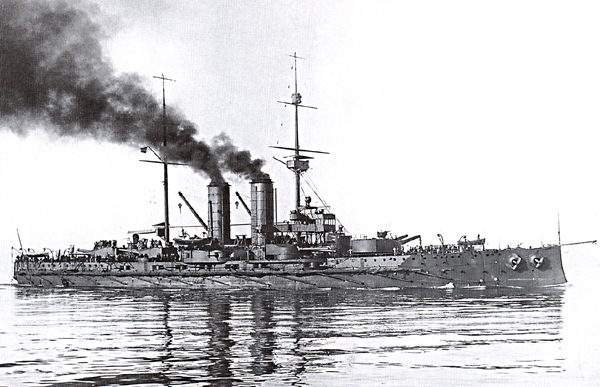
SMS Radetzky

#### Italien
Zwischen 1893 und 1904 legte Italien acht Schlachtschiffe auf Kiel. Die beiden letzten Klassen waren bemerkenswert schnelle Schiffe, die Regina-Margherita-Klasse war jedoch zu schwach gepanzert und die Regina-Elena-Klasse zu leicht bewaffnet. Diese Schiffe entsprachen mehr dem Konzept des Schlachtkreuzers.

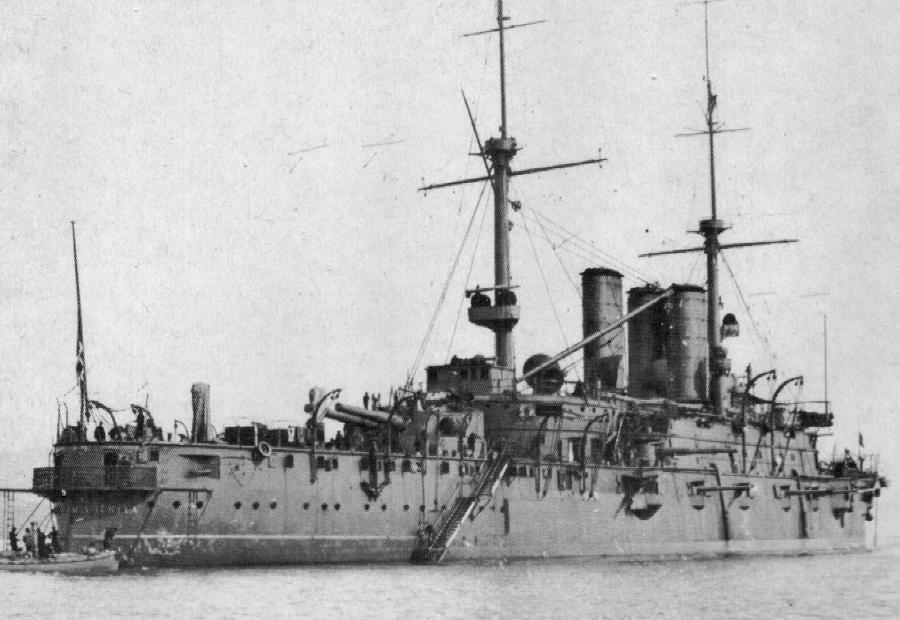
RN Regina Magherita
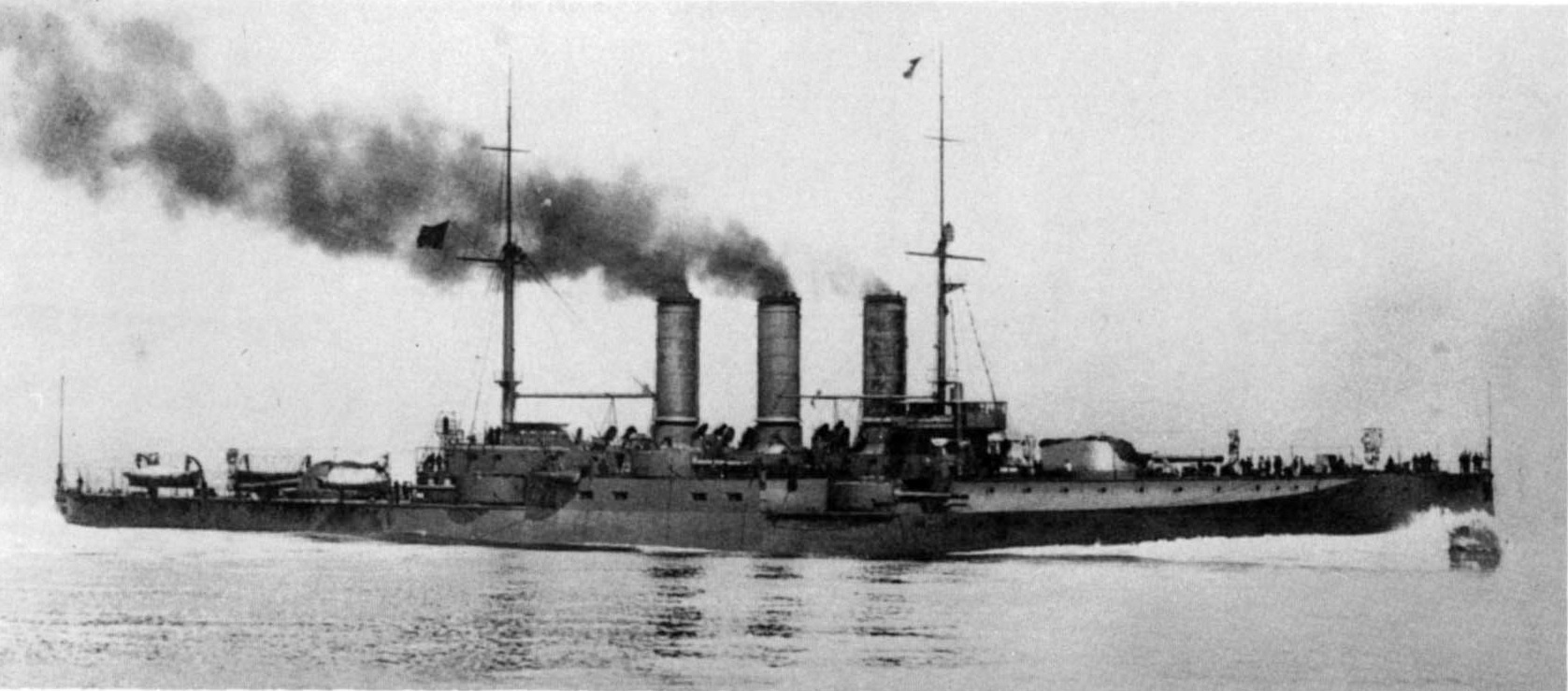
RN Regina Elena

#### Russland
Russland begann mit der Flottenerweiterung ebenfalls in den 1890er Jahren. Hauptgrund war der Versuch der Eindämmung der japanischen Expansion im Fernen Osten. Die 1892 in Auftrag gegebenen Schlachtschiffe der Petropawlowsk-Klasse entsprachen der britischen Royal Sovereign-Klasse.  Der Rückstand der russischen Schiffbauindustrie führte dazu, dass einige Schiffe im Ausland gebaut wurden. Der leistungsfähigste Entwurf, die Retwisan, wurde in den USA gebaut. Die Borodino-Klasse war im Wesentlichen ein russischer Nachbau der in Frankreich entstandenen Zessarewitsch. Der Russisch-Japanische Krieg endete desaströs für die russischen Schlachtschiffe. Von den fünfzehn seit der Petropawlowsk  gebauten Schlachtschiffen wurden elf während des Krieges versenkt bzw. interniert. Das berühmteste aller russischen Schlachtschiffe, die Knjas Potjomkin Tawritscheski, wurde 1905 nach Aufstand der Besatzung und anschließender Flucht nach Rumänien in Constanța interniert, später aber wieder zurückgegeben und erneut in Dienst gestellt.

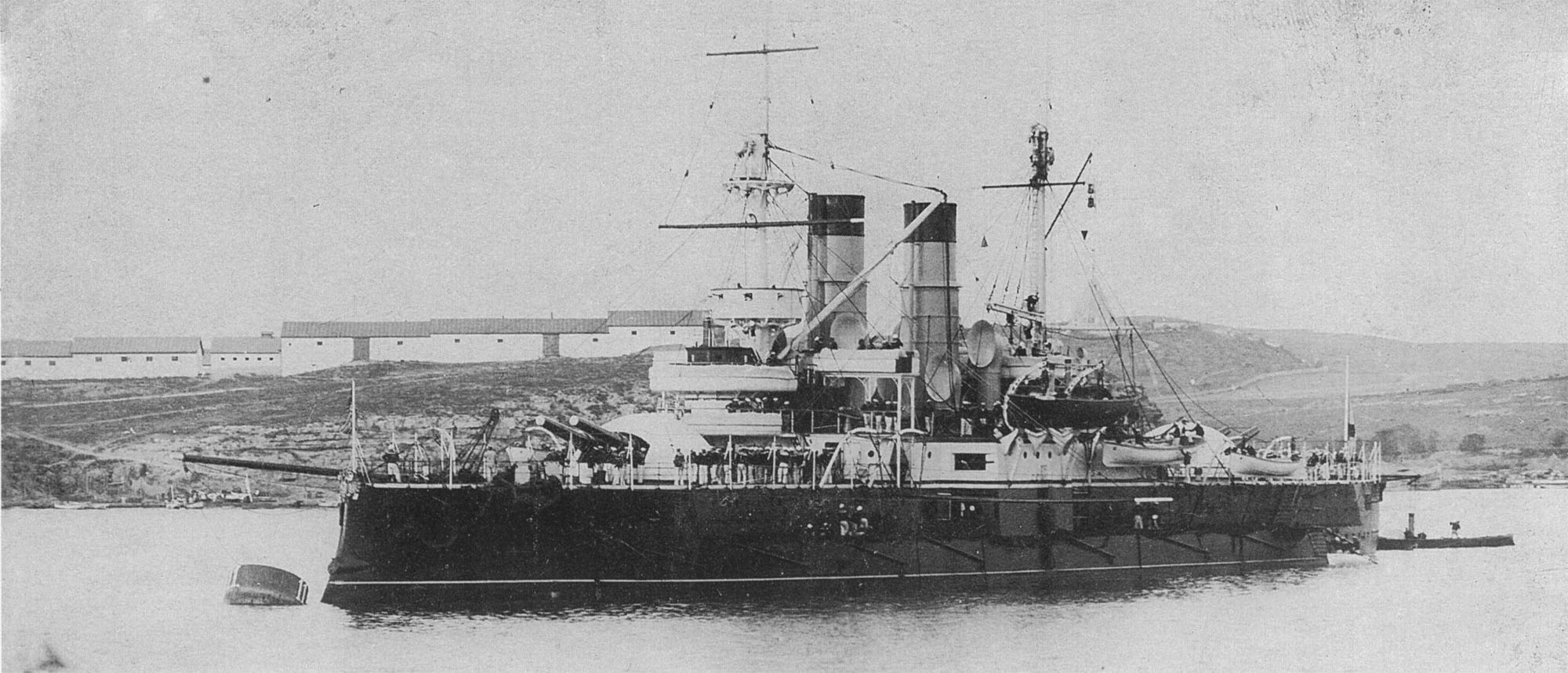
Dwenadzat Apostolow
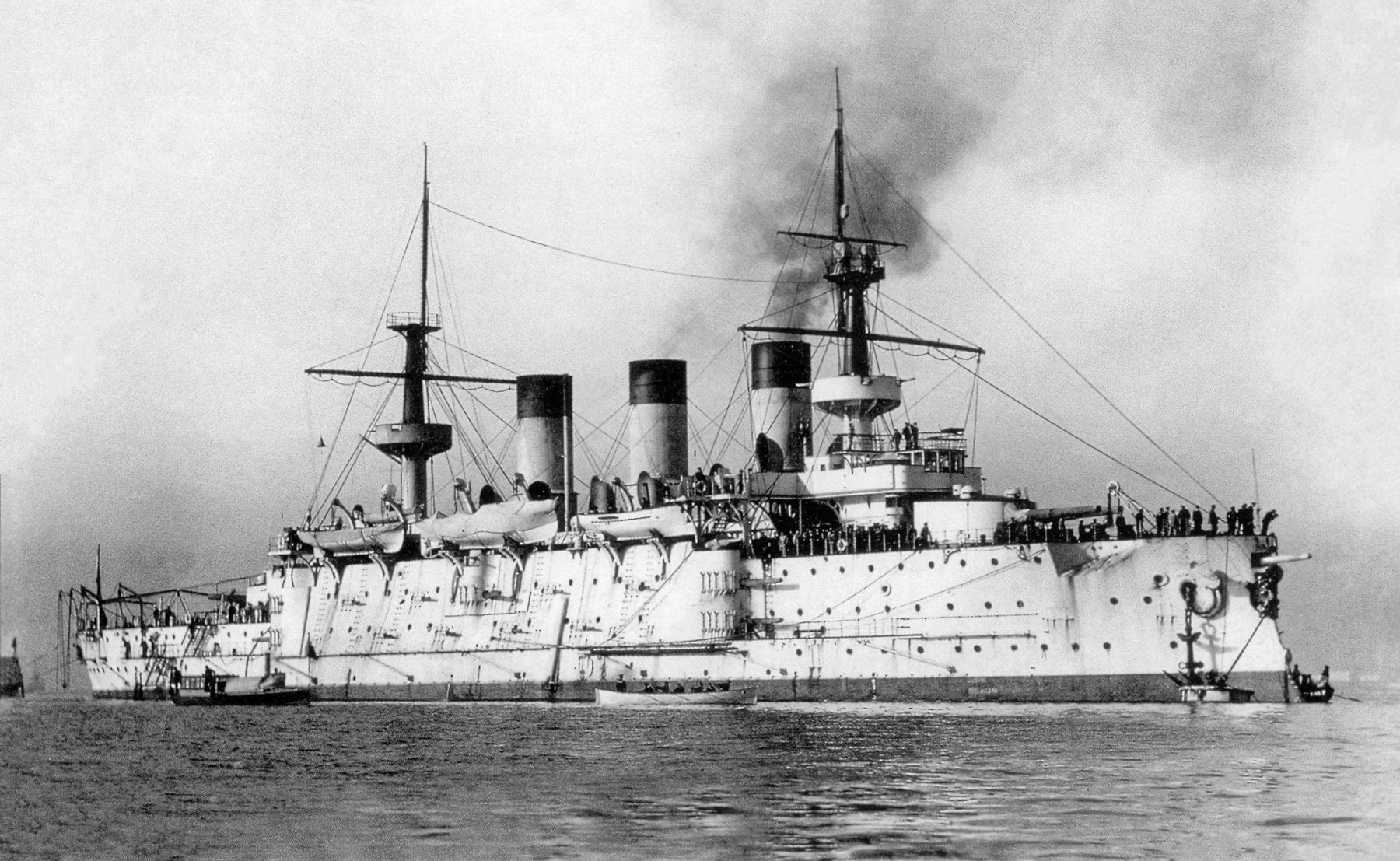
Pereswet
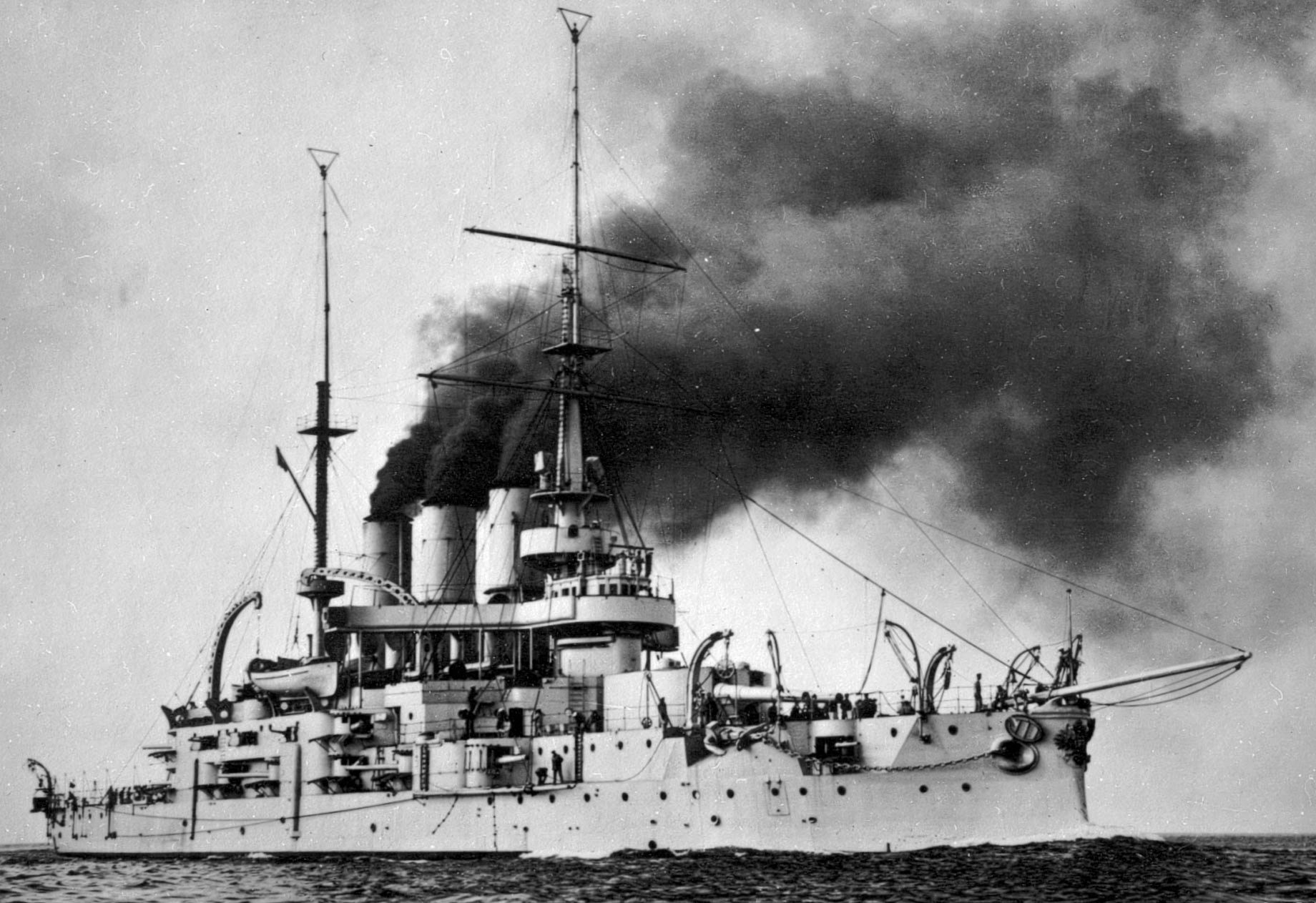
Knjas Potjomkin Tawritscheski
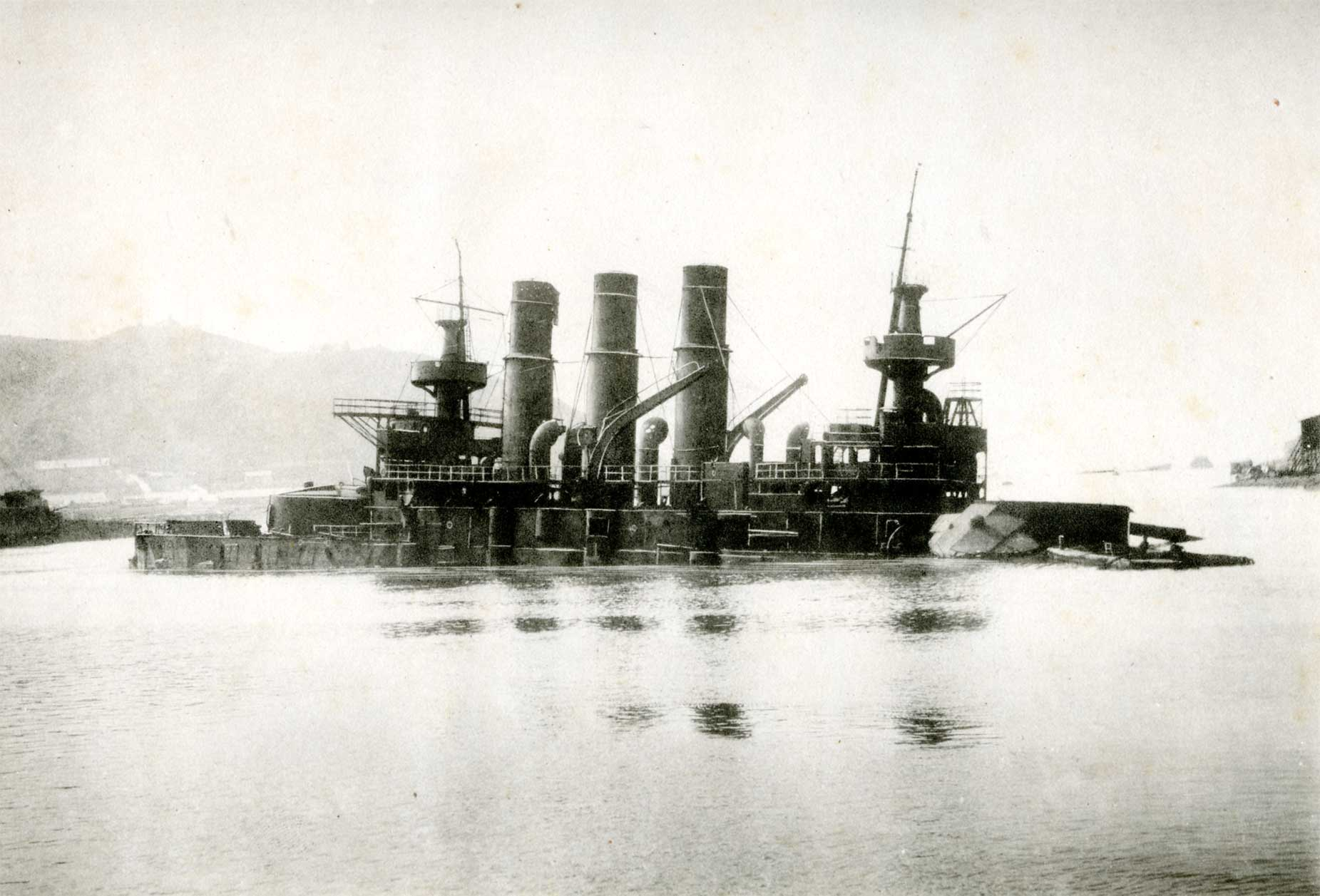
Die Retwisan auf Grund im Hafen von Port Arthur
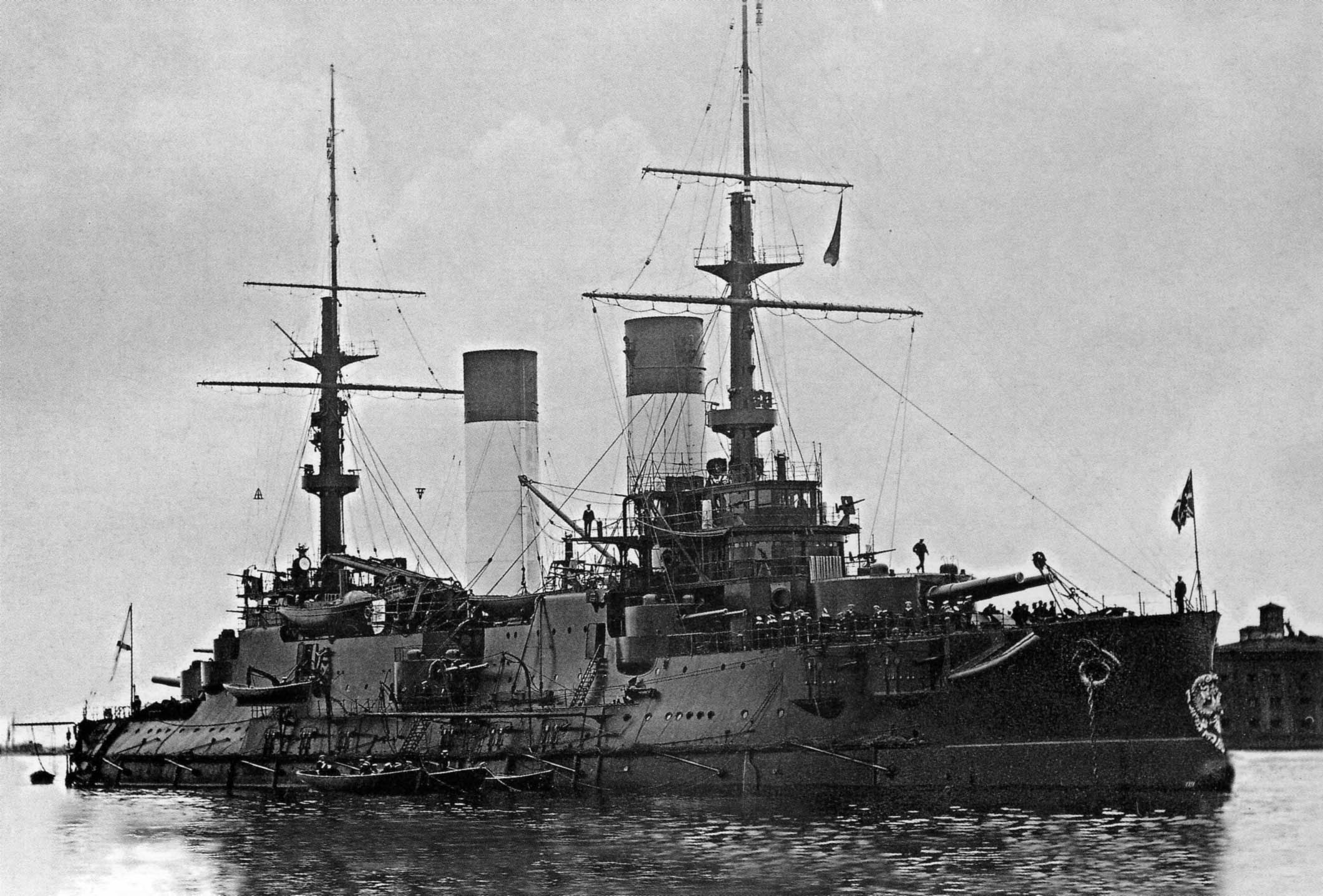
Imperator Alexander III.

### Amerika und Pazifik

#### Vereinigte Staaten
Der Bau der ersten Einheitslinienschiffe für die US Navy wurde 1891 begonnen. Diese Schiffe waren Küstenverteidigungsschiffe mit kurzer Reichweite, ähnlich der HMS Hood. Der wesentliche Unterschied bestand jedoch in der Einführung einer Zwischenkaliber-Batterie von 8-Zoll-Geschützen. Bis zum Erscheinen der Virginia-Klasse bevorzugte die US Navy Schlachtschiffe für den küstennahen Einsatz. Dennoch stellten diese Schiffe während des Spanisch-Amerikanischen Krieges 1898 die Überlegenheit der US Navy gegenüber der veralteten spanischen Flotte, die über keine Einheitslinienschiffe verfügte, sicher. Die Virginia-Klasse und die zwei nachfolgenden Klassen wurden erst nach Indienststellung der HMS Dreadnought fertiggestellt und waren zu diesem Zeitpunkt bereits überholt. Die US Navy hatte zu diesem Zeitpunkt die Konstruktion eigener Dreadnoughts aufgenommen. Die US-amerikanische Great White Fleet, bestehend aus 16 Einheitslinienschiffen, umrundete die Welt vom 16. Dezember 1907 bis zum 22. Februar 1909.

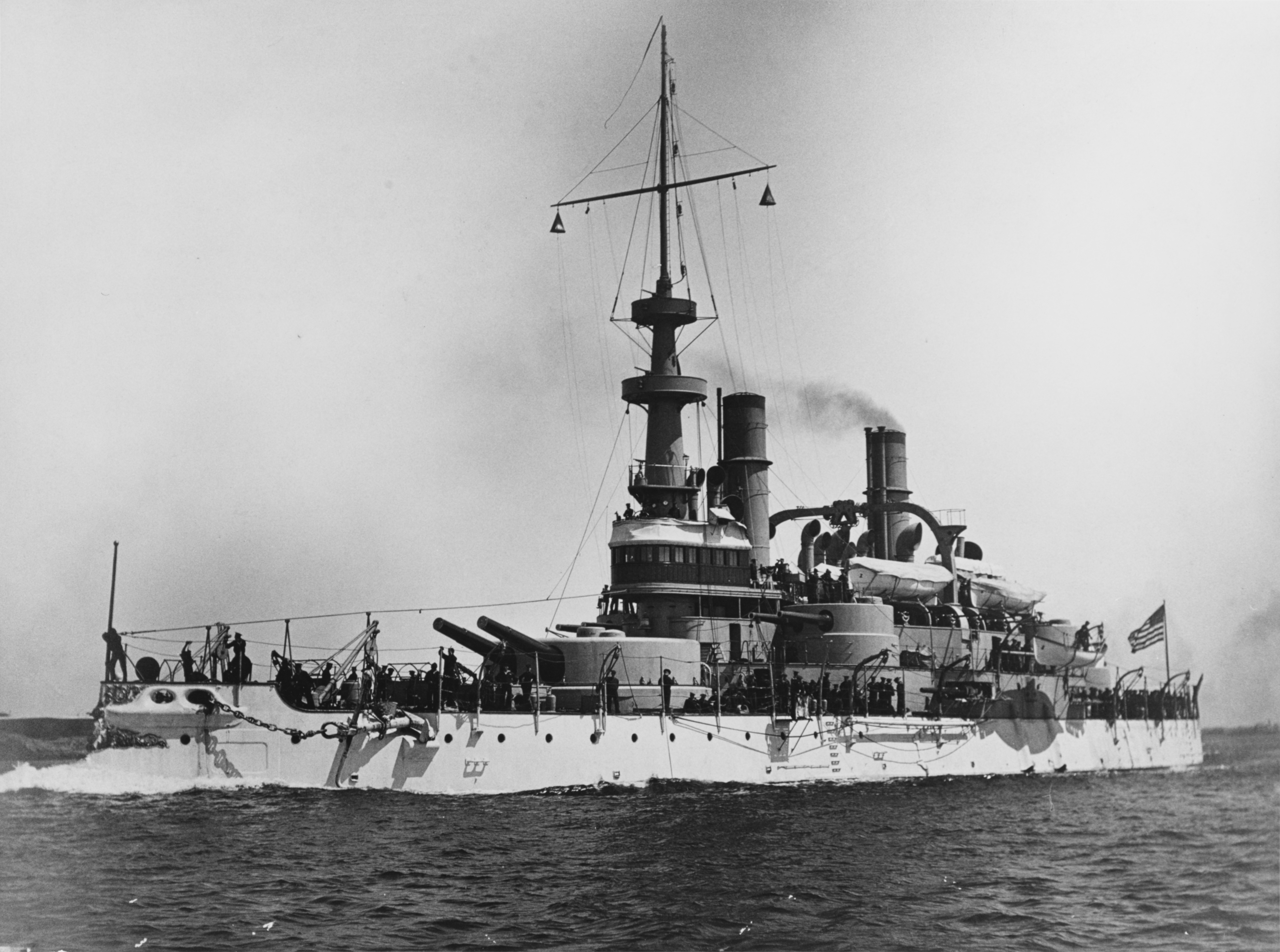
USS Indiana
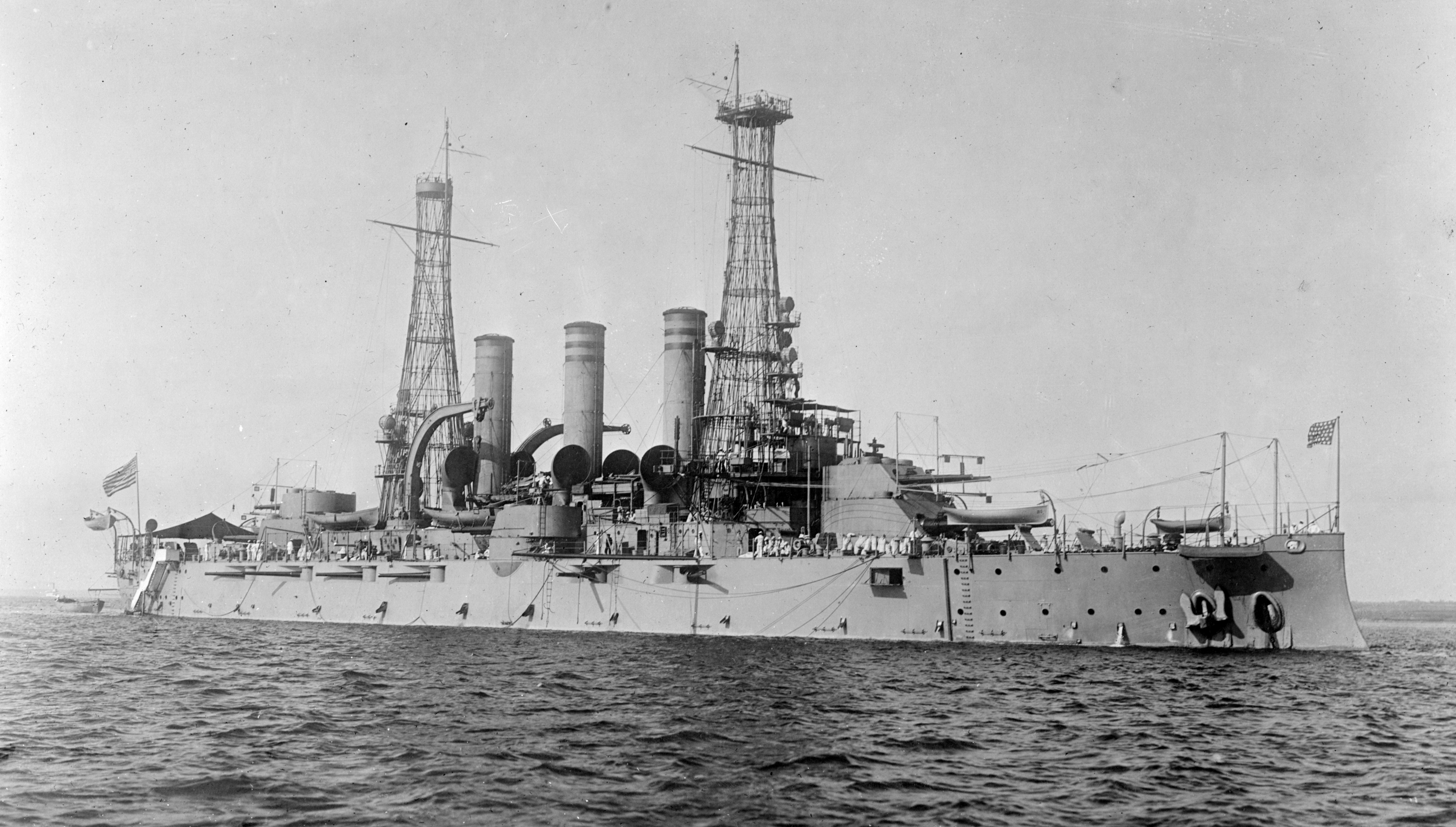
USS Rhode Island
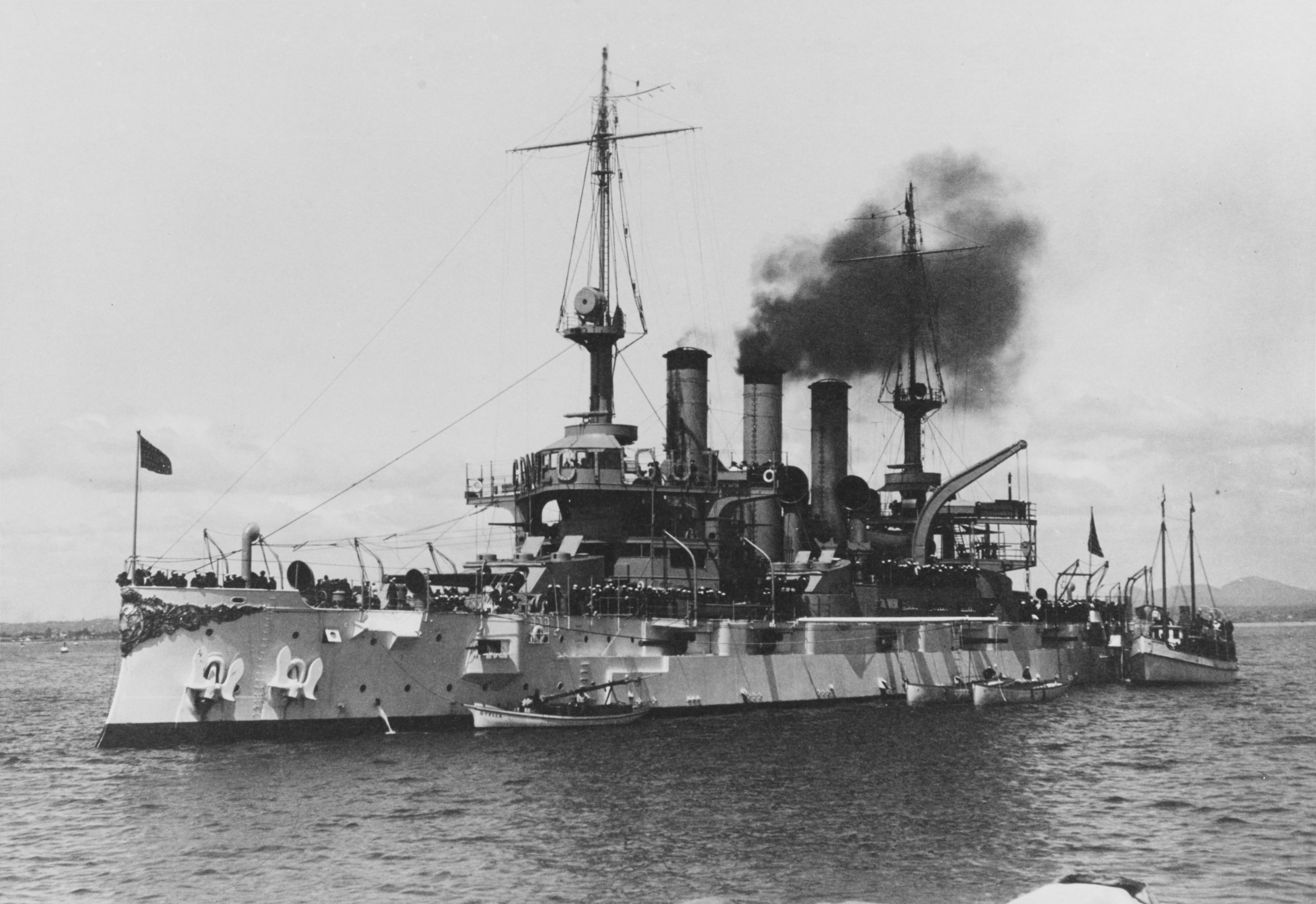
USS Connecticut
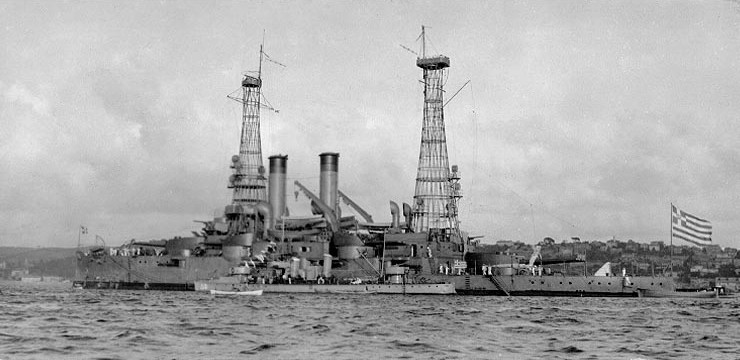
VP Limnos, ehemalige USS Idaho

#### Japan
Japan war an beiden Seekriegen der Einheitslinienschiff-Epoche beteiligt. Die ersten japanischen Einheitslinienschiffe, die Fuji-Klasse, waren zum Zeitpunkt des Ausbruchs des Chinesisch-Japanischen Krieges 1894–1895 noch im Bau. Während dieses Krieges wurde die chinesische Flotte, aus einer Mischung aus veralteten Panzerschiffen und Kreuzern bestehend, durch die japanischen Geschützten Kreuzer und Panzerkreuzer in der Schlacht am Yalu-Fluss geschlagen. Nach ihrem Sieg und unter dem Eindruck der wachsenden russischen Bedrohung in dieser Region bestellte die japanische Marine vier Einheitslinienschiffe. Zusammen mit den zwei Schiffen der Fuji-Klasse bildete sie den Kern der japanischen Schlachtflotte während der Seeschlacht im Gelben Meer und der Seeschlacht von Tsushima. Nach dem Russisch-Japanischen Krieg baute Japan noch zwei Klassen Pre-Dreadnoughts.

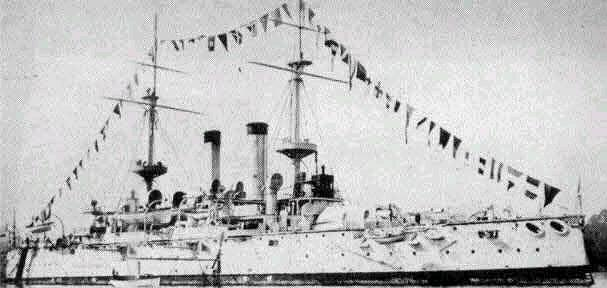
Fuji
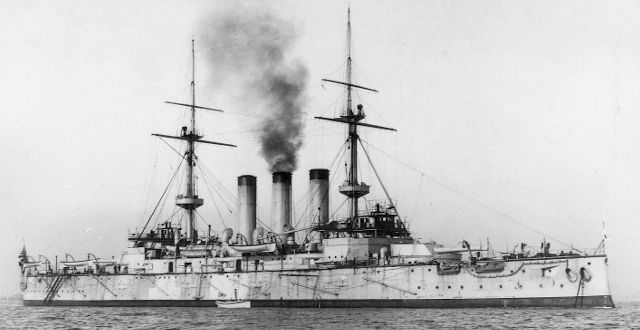
Shikishima
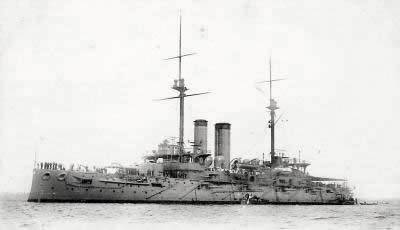
Asahi
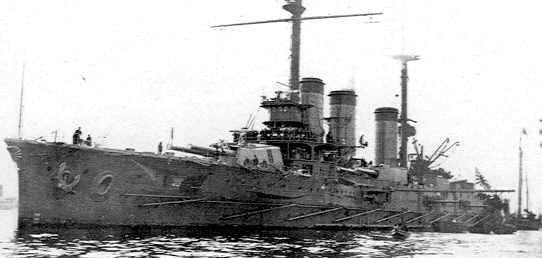
Aki

## Überalterung
Im Jahr 1906 führte die Indienststellung der Dreadnought schlagartig zum Veralten aller vorhandenen Schlachtschiffe. Die Dreadnought trug, unter Weglassen der Sekundärbewaffnung, zehn 12-Zoll-Kanonen anstatt der bislang üblichen vier. Sie konnte acht schwere Geschütze, also doppelt so viele wie ein Einheitslinienschiff, in einer Breitseite einsetzen. Voraus konnten sechs Kanonen feuern, gegenüber zwei bei den Einheitslinienschiffen. Der Übergang zum Einheitskaliber war eine logische Folge des Wachsens der Kaliber und der Reichweite der Sekundärartillerie der letzten Einheitslinienschiffe. In Japan und den USA befanden sich Schiffe mit ähnlicher Bewaffnung bereits im Bau, sie konnten jedoch nicht vor der HMS Dreadnought fertiggestellt werden. Man war der Auffassung, dass im Gefecht nur die größeren Kaliber effektiv eingesetzt werden konnten. Durch die größere Anzahl der 12-Zoll-Geschütze war die Kampfkraft der HMS Dreadnought zwei- bis dreimal höher als die der vorhandenen Schlachtschiffe.
Die Bewaffnung war nicht der einzige ausschlaggebende Vorteil der Dreadnoughts. Sie wurden von Dampfturbinen angetrieben, die eine Geschwindigkeit von 20 Knoten ermöglichten. Mit der um gut zwei Knoten höheren Geschwindigkeit konnten sie ihre Gegner ausmanövrieren. Die Dreadnoughts deklassierten die früheren Schlachtschiffentwürfe förmlich.
Dennoch verblieben die Einheitslinienschiffe im aktiven Dienst. Gerade weil sie veraltet waren, spielten sie in den konzeptionellen Überlegungen zur Seekriegsführung eine wichtige Rolle. Dreadnoughts und Schlachtkreuzer wurden in den zu erwartenden Seeschlachten als unerlässlich angesehen. Doch sie waren durch Minen und U-Bootangriffe bedroht. Deshalb wurden sie sorgfältig gehütet und so weit als möglich in ihren Stützpunkten zurückgehalten. Die Überalterung und Entbehrlichkeit der Einheitslinienschiffe ließ sie für gefährlichere Einsätze und weit entfernte Kriegsschauplätze geeignet erscheinen.
Das einzig noch existierende Einheitslinienschiff ist das Flaggschiff der Japanischen Flotte während der Schlacht von Tsushima. Die Mikasa liegt seit 1925 als Museumsschiff in Yokosuka.

### Erster Weltkrieg

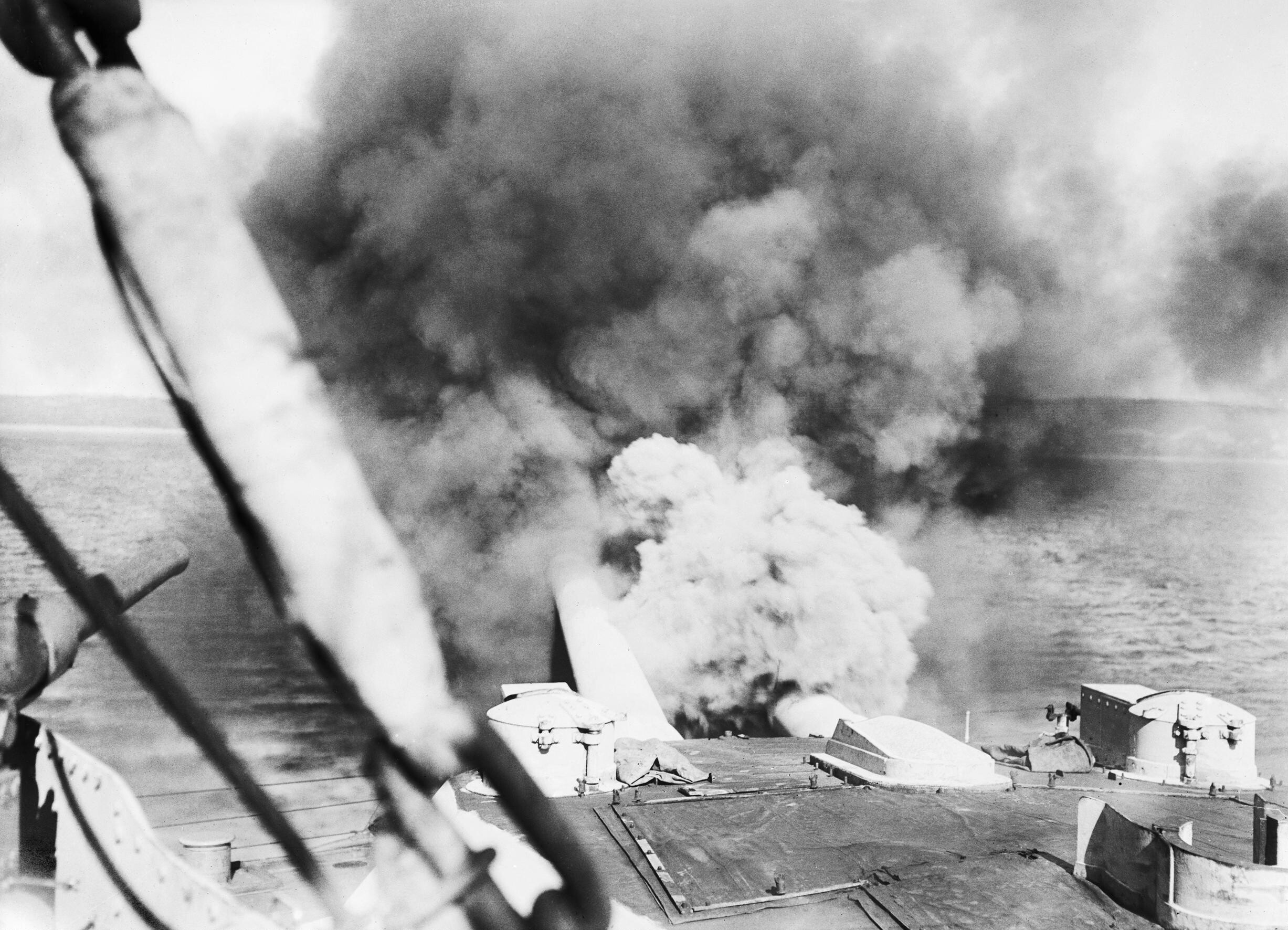
Die Canopus feuert mit den 12-Zoll-Geschützen auf eine türkische Küstenbatterie (1915)

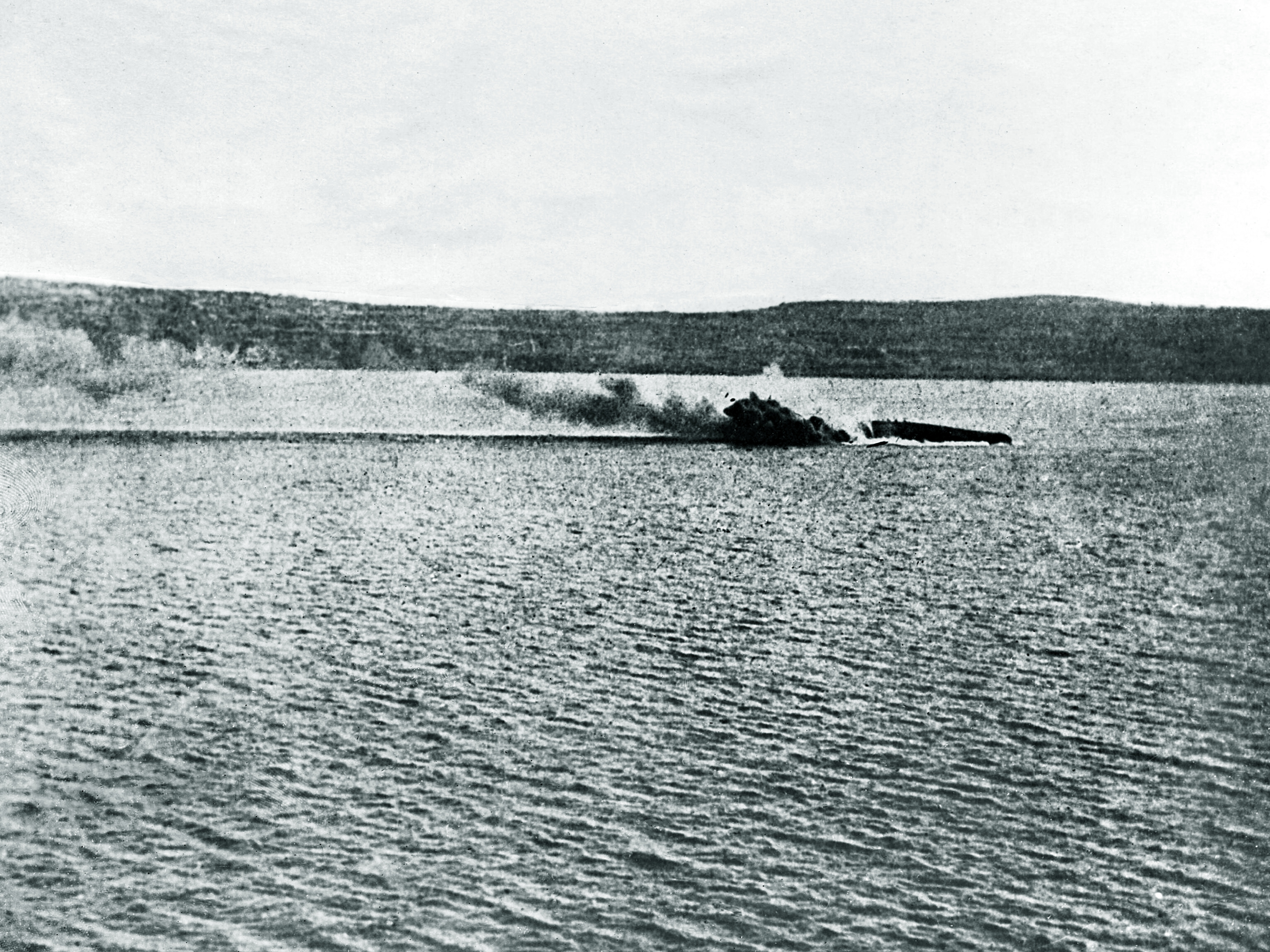
Die Bouvet kentert in den Dardanellen

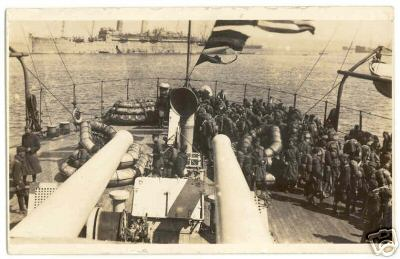
USS Connecticut als Truppentransporter (1919)

Während des Ersten Weltkrieges befand sich noch eine größere Anzahl Einheitslinienschiffe im Dienst. Die Fortschritte im Maschinenbau und der Waffentechnologie führten dazu, dass sie bereits neueren Panzerkreuzern unterlegen waren. Gegenüber modernen Schlachtschiffen oder Schlachtkreuzern waren sie völlig veraltet. Dessen ungeachtet spielten sie eine wichtige Rolle während des Krieges.
Dies wurde zuerst während der Scharmützel zwischen britischen und deutschen Kriegsschiffen im Südatlantik im Herbst 1914 deutlich. Als zwei deutsche Kreuzer dort die britische Schifffahrt bedrohten, sah sich die Admiralität zunächst nicht in der Lage, moderne Schlachtkreuzer aus Europa abzuziehen. Stattdessen wurde ein Einheitslinienschiff, die HMS Canopus, in den Südatlantik verlegt. Doch anstatt die britischen Kreuzer zu verstärken, blieb sie aufgrund ihrer geringen Geschwindigkeit während des Seegefechtes bei Coronel hinter diesen zurück und konnte nicht in das Gefecht eingreifen. In diesem Seegefecht erlitt die Royal Navy ihre erste Niederlage seit mehr als hundert Jahren. Während des Seegefechtes bei den Falkland-Inseln wurde sie zur Verteidigung des Hafens Port Stanley auf Grund gesetzt. Sie nahm das Gefecht mit der Gneisenau auf sehr große Entfernung auf und konnte einen Treffer im Schornstein der Gneisenau anbringen. Dieser Treffer wurde mit einer Übungsgranate ohne Explosivladung erzielt, die versehentlich über Nacht im Rohr verblieben war. Die Salven der scharfen Munition lagen zu kurz. Aus britischer Sicht bewog dieser Treffer die deutschen Schiffe zum Abbruch des Angriffes auf die britischen Schiffe, die ungeschützt und bewegungsunfähig im Hafen Kohle bunkerten. Das Gefecht wurde schließlich durch die beiden modernen Schlachtkreuzer der Invincible-Klasse entschieden. Dieses Ereignis war der einzige Fall, bei dem ein britisches Einheitslinienschiff in einem Gefecht während des Ersten Weltkrieges irgendeine Wirkung auf einem gegnerischen Schiff erzielte.
Im Schwarzen Meer kam es während des Seegefechtes bei Kap Sarych zu einigen kurzen Aktionen russischer Einheitslinienschiffe gegen den türkischen Schlachtkreuzer Yavuz Sultan Selim.
Durch die britische, französische und deutsche Flotte wurden Einheitslinienschiffe auf Nebenkriegsschauplätzen dann eingesetzt, wenn der Einsatz moderner Schiffe als zu riskant angesehen wurde. Die deutsche Flotte setzte ihre Einheitslinienschiffe zeitweise in der Ostsee ein. Die größte Anzahl an Schiffen dieses Types kam jedoch auf britischer und französischer Seite während der Schlacht von Gallipoli zum Einsatz. Zwölf britische und französische Einheitslinienschiffe bildeten den Kern der Seestreitkräfte im Kampf um die Dardanellen. Ihre Aufgabe war die Unterstützung der Queen Elizabeth beim Kampf gegen die türkischen Stellungen an Land. Die Irresistible, die Ocean sowie die französische Bouvet sanken nach Minentreffern. Der Schlachtkreuzer Inflexible und die französischen Linienschiffe Suffren und Gaulois wurden stark beschädigt. Der Verlust der Queen Elizabeth im Minenfeld sollte nicht riskiert werden. Die verbleibenden Einheitslinienschiffe waren jedoch den türkischen Schiffen, die auf der anderen Seite der Meerenge in Position gegangen waren, unterlegen. Damit war die Operation gescheitert. Einheitslinienschiffe wurden nochmals bei der Landung auf Gallipoli eingesetzt. Dabei gingen drei weitere verloren: Goliath, Triumph und Majestic, die Letzteren beiden durch das deutsche U-Boot U 21.
Ein Geschwader deutscher Einheitslinienschiffe nahm an der Skagerrakschlacht 1916 teil. Die deutschen Matrosen nannten sie die „Fünf-Minuten-Schiffe“ nach der Lebensdauer, die ihnen in einem Gefecht mit modernen Kriegsschiffen zugestanden wurde. Trotz ihrer Beschränkungen spielten diese Schiffe in der Schlacht eine wichtige Rolle. Als sich die deutsche Flotte zurückzog, schirmten sie den Durchbruch durch die britischen Kreuzer ab. Lediglich die Pommern ging während des chaotischen Nachtgefechtes durch Torpedotreffer verloren.
Nach dem Waffenstillstand vom November 1918 rüstete die US Navy 15 ältere Schlachtschiffe, acht gepanzerte Kreuzer und zwei größere geschützte Kreuzer zu Truppentransportern um. Diese Schiffe führten jeweils ein bis sechs Atlantiküberquerungen durch, um insgesamt mehr als 145.000 Personen in die USA zurückzubringen.

### Zweiter Weltkrieg

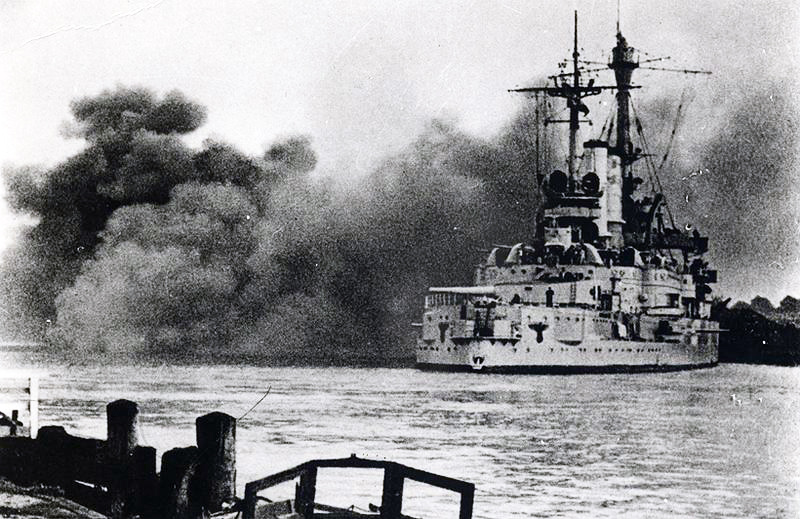
Die Schleswig-Holstein beschießt die Westerplatte

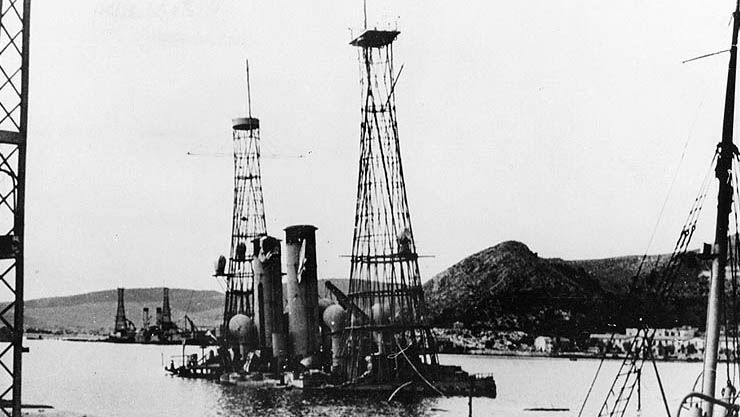
Kilkis und Limnos, durch Sturzkampfbomber versenkt

Nach dem Ersten Weltkrieg wurden die meisten vorhandenen Linienschiffe – einschließlich der älteren Dreadnoughts – nach den Vorgaben des Washingtoner Flottenabkommens abgewrackt. Das Flottenabkommen begrenzte Anzahl und Tonnage verschiedener Schiffstypen für die Flotten einzelner Länder. Der vorhandene Spielraum wurde, wenn möglich, durch modernere Typen ausgenutzt. Die meisten Linienschiffe wurden verschrottet, einige wurden zu Schul- bzw. Zielschiffen umgebaut oder für andere Zwecke genutzt. Die japanische Mikasa fiel unter eine Ausnahmeregelung des Flottenabkommens und wurde als Museumsschiff erhalten.
Deutschland hatte nicht an den Verhandlungen zum Washingtoner Flottenabkommen teilgenommen und unterlag nicht dessen Beschränkungen. Die Größe der deutschen Flotte wurde jedoch durch die Bestimmungen des Versailler Vertrags begrenzt. Deutschland konnte acht veraltete Linienschiffe behalten, davon durften sich jedoch maximal sechs gleichzeitig im Dienst befinden. Diese Schiffe wurden als gepanzerte Küstenverteidigungsschiffe geführt. Zwei dieser Schiffe, die Schlesien und die Schleswig-Holstein, dienten noch im Zweiten Weltkrieg als Schulschiffe. Die Schleswig-Holstein eröffnete mit dem Beschuss polnischer Stellungen auf der Danziger Westerplatte am 1. September 1939 die Kampfhandlungen des Zweiten Weltkrieges. Im Dezember 1944 sank sie nach einem Bombenangriff. Die Schlesien wurde im März 1945 nach Minen- und Bombentreffern an Land gesetzt.
Drei entwaffnete Linienschiffe wurden während der Kampfhandlungen des Zweiten Weltkrieges versenkt. Die griechischen Schiffe Kilkis und Limnos, 1914 von der US Navy gekauft, wurden nach der deutschen Invasion Griechenlands 1941 durch Sturzkampfbomber versenkt, obwohl sie bereits außer Dienst gestellt waren. Im Pazifik wurde die als Werkstattschiff eingesetzte japanische Asahi im Mai 1942 durch ein US-amerikanisches U-Boot torpediert. Sie hatte bereits 1905 an der Seeschlacht von Tsushima teilgenommen.